# Іран
32° пн. ш. 53° сх. д. / 32° пн. ш. 53° сх. д.
Іра́н (перс. ایران [ʔiɾɒn] — Країна аріїв), офіційна назва — Ісла́мська Респу́бліка Іра́н (перс. جمهوری اسلامی ایران — Джомгурі-є Есламі-є Іран) або застаріла назва Пе́рсія — держава у Західній Азії зі столицею у Тегерані. З 83 мільйонами населення це 17-та за чисельністю населення країна світу. Територія площею 1 648 195 км² робить її другою за розміром країною Близького Сходу та 17-ю у світі. Межує на заході з Іраком, на північному заході — з Азербайджаном, Вірменією, Туреччиною, на півночі — з Туркменістаном, на сході — з Афганістаном та Пакистаном. На півночі омивається Каспійським морем, на півдні і південному сході — Перською затокою. Її центральне розташування в Євразії та Західній Азії та близькість до Ормузької протоки надають їй геостратегічного значення. Тегеран — політичний та економічний центр Ірану і найбільше і найнаселеніше місто Західної Азії, яке має понад 8,8 мільйонів жителів у місті та 15 мільйонів у метрополії.
На території сучасного Ірану була створена одна з найдавніших у світі цивілізацій, історія якої починається з утворення еламітських царств у IV тисячолітті до н. е., які вперше були об'єднані іранськими народами у VII столітті до н. е., досягла піку своїх територіальних володінь у VI столітті до н. е. за Кіра Великого, чия імперія Ахеменідів простягнулася від Східної Європи до долини Інду і була однією з найбільших імперій в історії. Імперія потрапила під правління Олександра Македонського у IV столітті до н. е. і була поділена на кілька елліністичних держав. Іранський заколот у III столітті до н. е. встановив Парфійське царство, після якого у III столітті слідувала Сасанійська імперія, провідна світова держава протягом наступних чотирьох століть.
Арабські мусульмани завоювали імперію в VII столітті, а подальша ісламізація Ірану призвела до занепаду колись домінуючої релігії зороастризму. Внесок Ірану в мистецтво, філософію та науку поширився на увесь мусульманський світ та за його межі під час золотої доби ісламу. Протягом наступних двох століть перед тим, як турки-сельджуки та хулагуїдські монголи завоювали регіон, виникла низка місцевих мусульманських династій. Піднесення корінних сефевідів у XV столітті призвело до відновлення єдиної іранської держави та національної ідентичності, а також перехід країни до шиїтського ісламу, що ознаменувало перелом у іранській та мусульманській історії.
За Надер Шаха Іран був однією з найпотужніших держав XVIII століття, хоча до XIX століття низка конфліктів із Російською імперією призвела до значних територіальних втрат. Перська конституційна революція на початку XX століття створила конституційну монархію та перший законодавчий орган країни. Переворот 1953 року, спровокований Великою Британією та США, призвів до більш автократичного правління Мохаммеда Рези Пахлаві та посилення політичного впливу Заходу. Шах розпочав у 1963 році широкомасштабну серію реформ, відому як Біла революція, що сприяло зростанню промисловості, земельним реформам та розширенню прав жінок. Водночас, повсюдне невдоволення монархією зберігалося, що призвело до Ісламської революції, яка встановила нинішню Ісламську Республіку. Більшу частину 1980-х Іран вів війну з Іраком, що призвело до мільйонних жертв та економічних спустошень для обох сторін.
Політична система Ірану містить елементи президентської демократії та ісламської теократії під управлінням автократичного «Верховного лідера». Іран вважається авторитарною державою зі значними обмеженнями та зловживаннями щодо прав людини, включаючи жорстоке придушення масових протестів, несправедливі вибори та обмежені права жінок і дітей.
Іран є членом-засновником ООН, ЕОС, ОІС та ОПЕК. Країна вважається регіональною і середньою потугою, а її великі запаси викопного палива, включаючи найбільші світові запаси природного газу та треті за величиною зареєстровані запаси нафти, надають їй значного впливу на міжнародну енергетичну безпеку та світову економіку. Багата культурна спадщина країни частково відображена на 22-х об'єктах світової спадщини ЮНЕСКО, третьою за чисельністю в Азії та десятою у світі. Історично багатоетнічна країна, Іран залишається плюралістичним суспільством, яке складається з численних етнічних, мовних та релігійних груп, найбільші з яких — перси, азербайджанці, курди, мазендеранці та лури.
Україна офіційно вважає Іран співучасником Росії у злочині агресії, воєнних злочинах та терористичних актах проти неї. За це у травні 2023 року проти республіки на 50 років було введено секторальні спеціальні економічні та інші обмежувальні заходи (санкції).

## Походження назви
Сучасна назва Ірану (перс. ايران) через пехл. Erān сходить до авест. Airyāna, що утворене від самоназви давніх індоіранців — «arya» і є або прикметником «Арійська країна», або генетивою «Країна аріїв» у виразі типу авест. airyanam dahyunam — «країни аріїв».
В епоху Ахеменідів (550—327 рр. до н. е.) давньоіранське поняття «Aryānam Dahyunam» трансформувалося в давньоперс. «Aryānam Xšaθram» — «Держава аріїв», яке згодом дало назву державі Аршакідів (250 до н. е. — 224 н. е.) — Aryānšaθr / Aryānšahr.
Назва держави Сасанідів (224—651 рр. н. е.) — пехл. Erānšahr () походить від авест. «Airyānam Xšaθram», означає «Царство аріїв». Авестійський дифтонг «ai» трансформувався в середньоперський «е».
Самоназва іранців — Ірані. Попри те, що іранці називають свою країну Іраном з давніх часів, в іншому світі застаріле іменування «Персія» залишалося загальноприйнятим до 1935 року, поки шах Реза не зажадав від інших також називати його країну Іраном.

## Географія

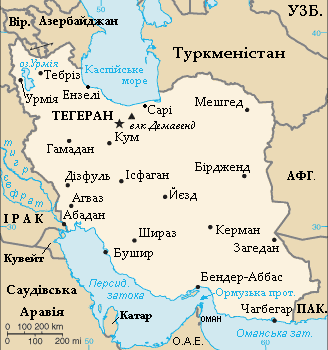
Мапа Ірану

Іран розташований у південно-західній Азії. За площею (1648 тис. км²) країна займає сімнадцяте місце у світі. Іран межує з Азербайджаном (протяжність кордону — 432 км) і Вірменією (35 км) на північному заході, з Туркменістаном (992 км) на північному сході, з Пакистаном (909 км) і Афганістаном (936 км) на сході, з Туреччиною (499 км) та Іраком (1458 км) на заході. На півночі омивається Каспійським морем, на півдні — Перською і Оманською затоками Аравійського моря.

### Рельєф
Понад 4/5 території Ірану займають гори і високі нагір'я. Більшу частину території країни займає велике внутрішнє Іранське нагір'я середньою висотою 1200 м. Його утворюють великі плато, гірські ланцюги і міжгірські улоговини. На заході підносяться гори Загрос, на сході — сильно розчленовані Східно-Іранські гори, на півночі — могутні дуги Ельбурсу, на півдні — Макрану. Вздовж узбережжя Каспійського моря, Перської і Оманської заток простяглися вузькі смуги берегових низовин, а саме Південно-Каспійська низовина та частина Кура-Араксинської низовини та рівнина Хузестан.
Основними гірським масивом Ірану є Загрос, який формується з ряду паралельних хребтів, які чергуються з рівнинами, цей весь масив ділить навпіл країну, простягаючись із північного заходу на південний схід. Більшість вершин Загросу перевищує 3000  м над рівнем моря, а в південних і центральних регіонах країни є щонайменше п'ять вершин заввишки понад 4000 м. Загальне пониження цієї гірської системи відбувається в південно-східному напрямку, середня висота тамтешніх піків доходить до 1500 м. Зі сторони узбережжя Каспійського моря на півночі Ірану розташувалися вузькі, але високі гори Ельбурс. А вулканічна гора Демавенд з висотою 5610 м, розташована в центрі цих гір, є найвищою вершиною країни.
Центр Ірану складається з кількох закритих нагір'їв, які в сукупності іменуються Центральним плато або Іранським нагір'ям. Середня висота плато становить близько 900 м, але деякі з гір, які підносяться над плато, перевищують 3000 м. Схід Ірану в основному покритий солончаковими пустелями і напівпустелями Маранджаб, Деште-Лут. Панування пустель в цьому регіоні пояснюється тим, що гори зупиняють проникнення вологих повітряних мас з Аравійського і Середземного морів. За винятком декількох оаз, ці пустелі практично не заселені.
Іран має тільки дві просторі низовини — рівнина Хузестан на південному заході країни і Південно-Каспійська низовина на півночі країни. Перша з них, приблизно трикутної форми, є продовженням Месопотамської низовини і становить, в середньому, близько 160 км завширшки. Вона розтягнулася на 120 км й висота її заледве перевищує рівень моря, а наприкінці різко впирається в передгір'я Заґросу. Більша частина рівнин Хузестану вкрита болотами. Південно-Каспійська низовина є набагато довшою й розтягнулася на 640 км уздовж узбережжя Каспію, але в своєму найширшому місці становить менше 50 км, а в деяких місцях менш ніж 2 км, а в окремих частинах передгір'я Ельбурсу виходять до самого узбережжя. На узбережжі Перської затоки на південь від рівнини Хузестан і на узбережжі Оманської затоки спостерігаються тільки локальні рівнинні ділянки, оскільки гірські нагромадження Заґросу в цих областях підходять прямо до берегової лінії.

Іран вночі. Видно, що терени на південний схід від Тегерану погано заселені та малорозвинені
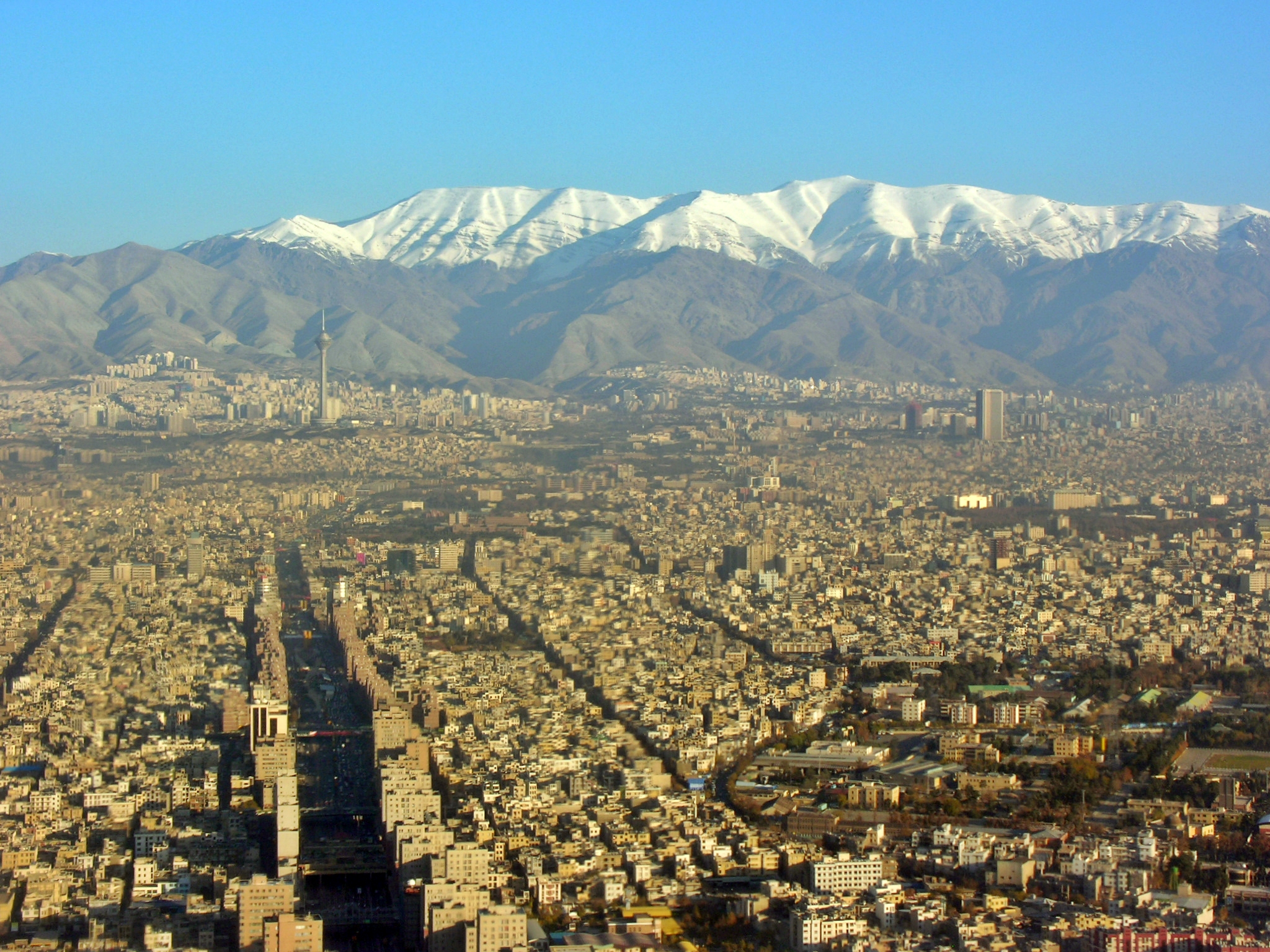
Тегеран
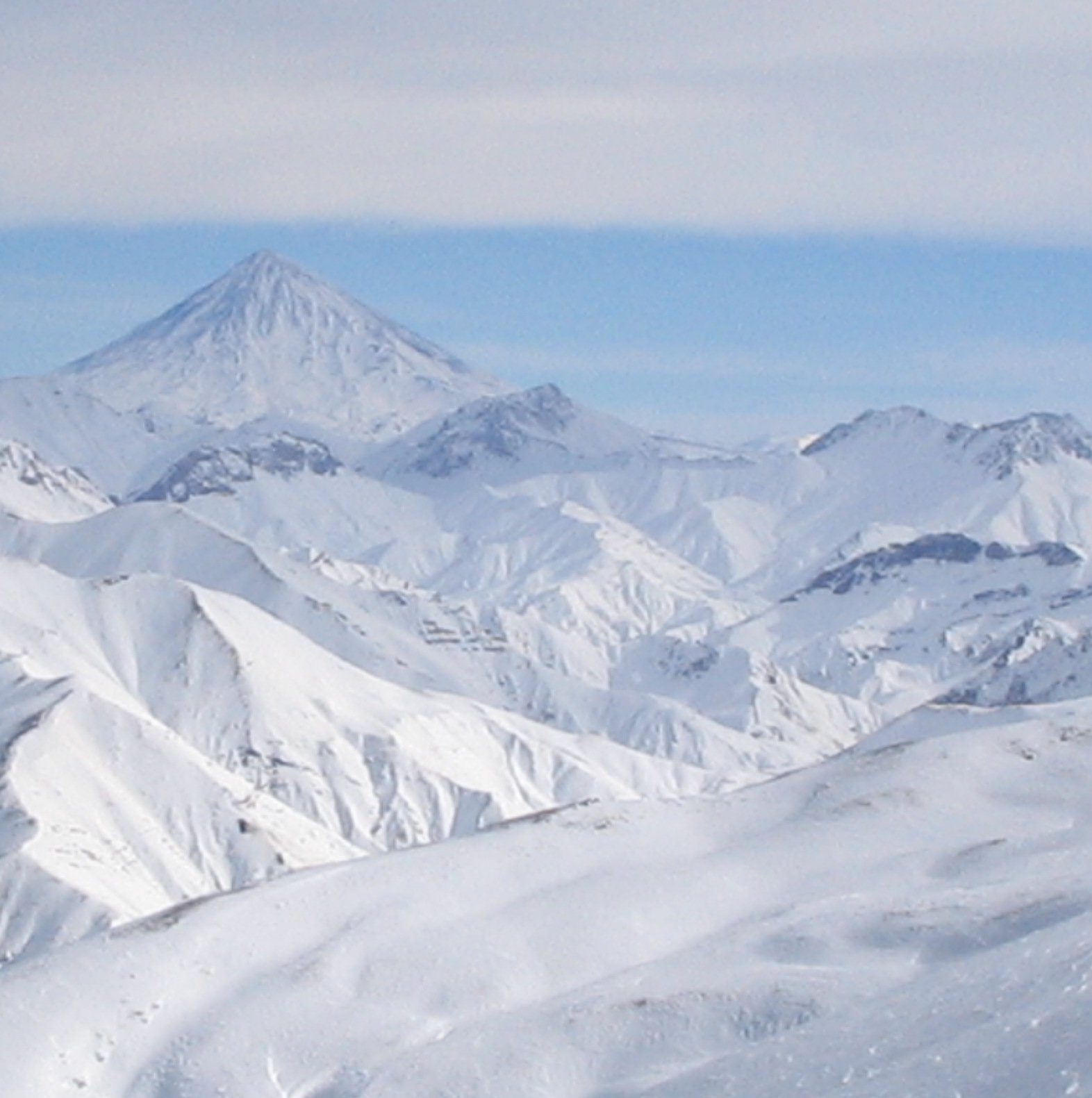
Гори Дамаванд
- Обміління озера Урмія
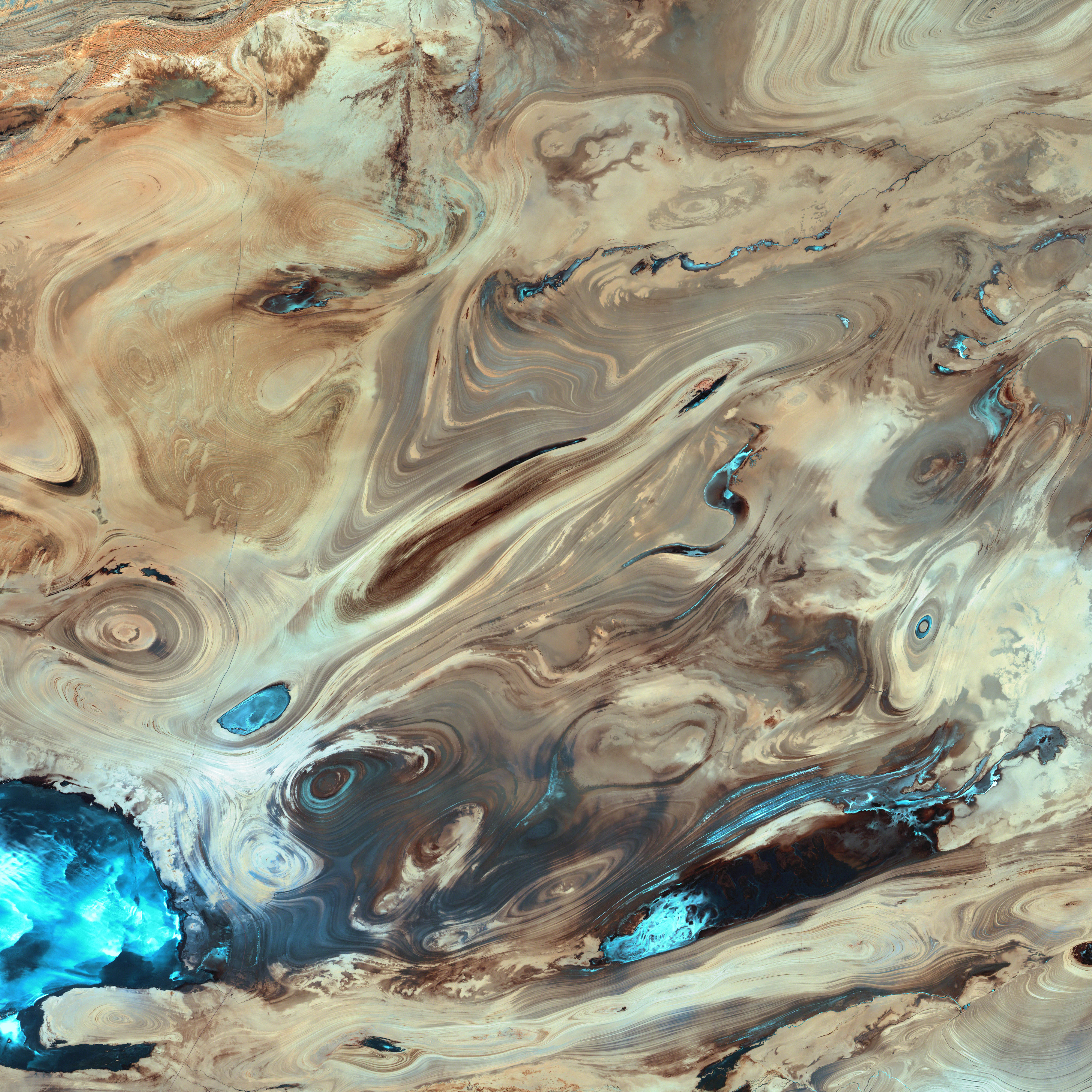
Пустеля Деште-Кевір
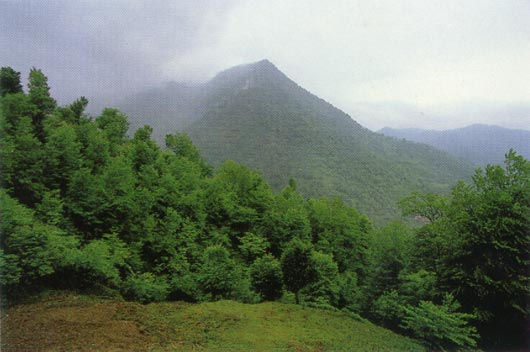
Мазандаран
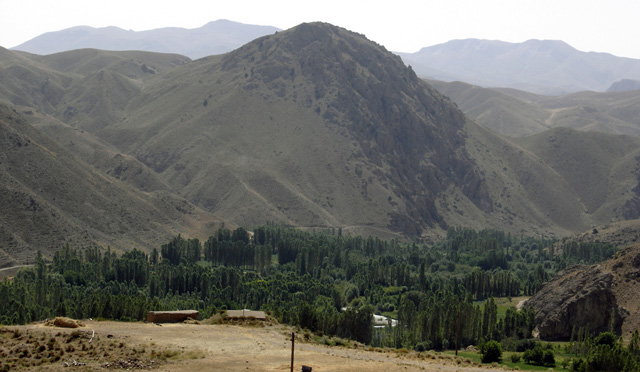
Північно-східний Ельбурс

### Клімат
В Ірані переважає посушливий клімат. Уздовж узбережжя Каспійського моря — субтропічний. На півночі країни взимку температура часто опускається нижче 0°, в липні зрідка досягає 30°. Середньорічна кількість опадів становить 1700 мм у вологих західних областях і 680 мм у посушливих східних. Влітку температура в пустелях може перевищувати 40°. На заході Ірану, в горах Заґрос взимку температура практично завжди нижча від 0°, характерні рясні снігопади та сильний вітер. На рівнинах уздовж берега Перської затоки зима в основному м'яка, а літо спекотне і вологе.

### Флора і фауна країни
В арідних умовах Ірану розподіл рослинного покриву залежить від ступеня зволоження території та господарської діяльності людини, особливо, землеробства і випасу худоби. Північні, найбільш зволожені, схили Ельбрусу до висоти 2500 м вкриті густими широколистяними лісами з перевагою дуба, граба, клена, бука, залізного дерева, в'яза, платана, ясена, волоського горіха, сливи. На узбережжі Каспійського моря місцями зустрічаються перевиті ліанами непрохідні субтропічні ліси.
Загалом, покрито лісами більше 1/10 частини терену країни. На плато здебільшого зустрічаються чагарникові райони, а дубові гаї з'являються на краще обводнених гірських схилах. В цій місцевості місцеві жителі плекають свої сади. Звичайними є дерева чинари, тополі, верби, горіха, бука, клена і шовковиці. Вегетаційний сезон трав і чагарників активний навесні, створюючи таким чином на короткий час умовні пасовища, але літнє сонце спалює їх. За даними доповідей ФАО (FAO reports), основні типи лісів, які існують в Ірані і їх відповідна класифікація:
- Каспійські ліси й Гирканські змішані ліси (Hyrcanian forests) на півночі країни — 19 000 км²;
- Вапнякові гірські лісові масиви в північно-східних районах (ялівцевий ліс) — 13 000 км²;
- Фісташкові ліси в східних, південних та південно-східних районах — 26 000 км²;
- Дубові ліси в центральних і західних районах — 35 000 км²;
- Кущі й чагарники в пустелі Кевір та у центральній і північно-східній частині країни — 10 000 км²;
- Субтропічні ліси південного узбережжя, як ліси Гара — 5000 км².

Північні та центральні райони Заґроса, у недалекому минулому були зайняті дубовими лісами, нині значною мірою знищені в ході інтенсивних безладних рубок і через непомірного випасу овець та кіз. Їх змінили рідколистяні чагарники зі значною участю дуба, роль якого поступово скорочується у міру просування на південь, де випадає менше опадів, тутешньою особливістю стають ксерофільні рідколісся з фісташки, аличі, мигдалю, а також степова і напівпустельна рослинність. По долинах річок на південному заході країни поширені тугайна і болотна рослинність, а на узбережжі Перської затоки місцями зустрічаються мангрові зарості. Степова і пустельна рослинність характерна для багатьох невисоких гір, у степах переважають багаторічні та однорічні злаки, полини, астрагали. Нерідко степи чергуються з ділянками чагарникових заростей. У пустелях домінують саксаул, верблюжа колючка, солянки. Великі райони внутрішніх плоскогір'їв Ірану внаслідок нестачі вологи і ґрунтового засолення практично позбавлені рослинного покриву, безплідні також ділянки сипучих пісків.

## Історія
Історія державності в Ірані — одна з найдавніших у світі. Протягом століть ця країна відігравала ключову роль на Сході. Перська імперія при Дарії I простягалася від Греції і Лівії до річки Інд. Іран був сильною та впливовою державою в XVII і XVIII століттях, але під кінець XIX століття перетворився на напівколоніальну державу.
У 1935 у західних країнах назву Персія замінено на Іран.
У 1979 після Ісламської революції Іран проголошений ісламською республікою.

### Стародавній Іран
Заселення території Ірану припадає на глибоку давнину (див. Зарзійська культура). Іранські народи стають панівними на його терені до початку I тисячоліття до н. е.. Частина племен (перси, мідійці, бактрійці, парфяни) осіла в західній частині плоскогір'я; кімерійці, сармати, алани, белуджі оселилися на сході і вздовж узбережжя Оманської затоки.
Першою значною іранською державою стало Мідійське царство, засноване наприкінці VIII — початку VII століття до н. е., зі столицею в Хамадані. Мідійці швидко встановили контроль над усім західним Іраном і частково над східним. Спільно з вавилонянами мідійці розгромили Ассирію, захопили північне Межиріччя й Урарту, а пізніше — Вірменське нагір'я.

### Ахеменіди

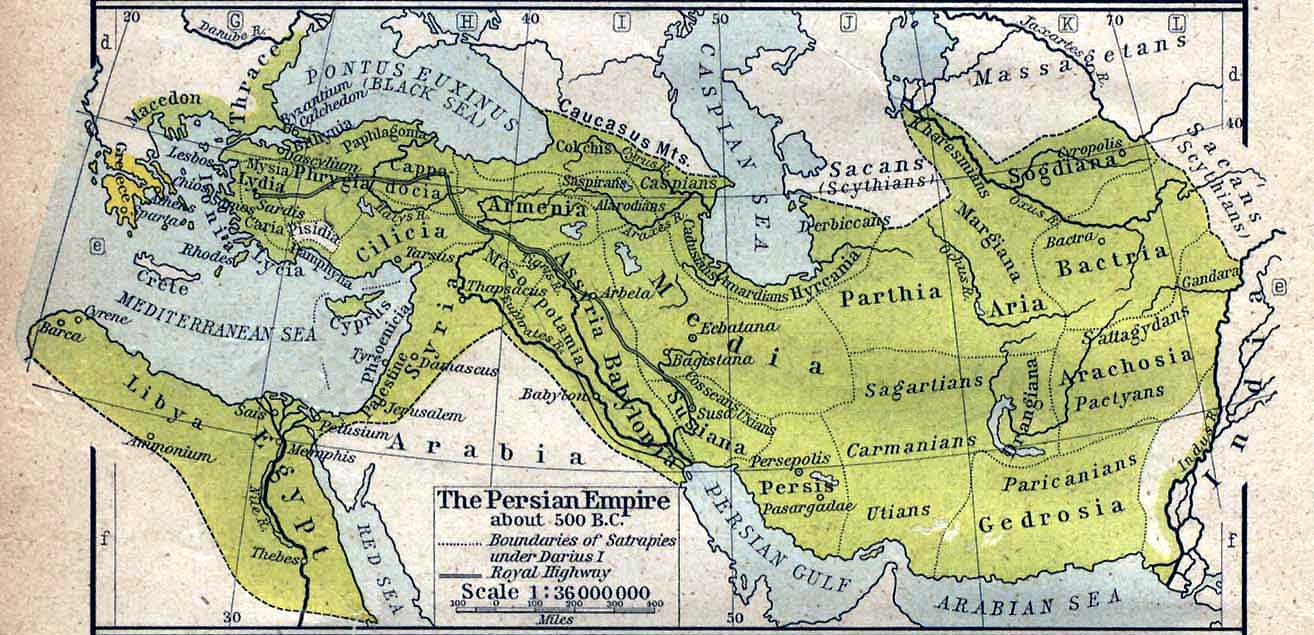
Перська імперія у 500 до н. е.

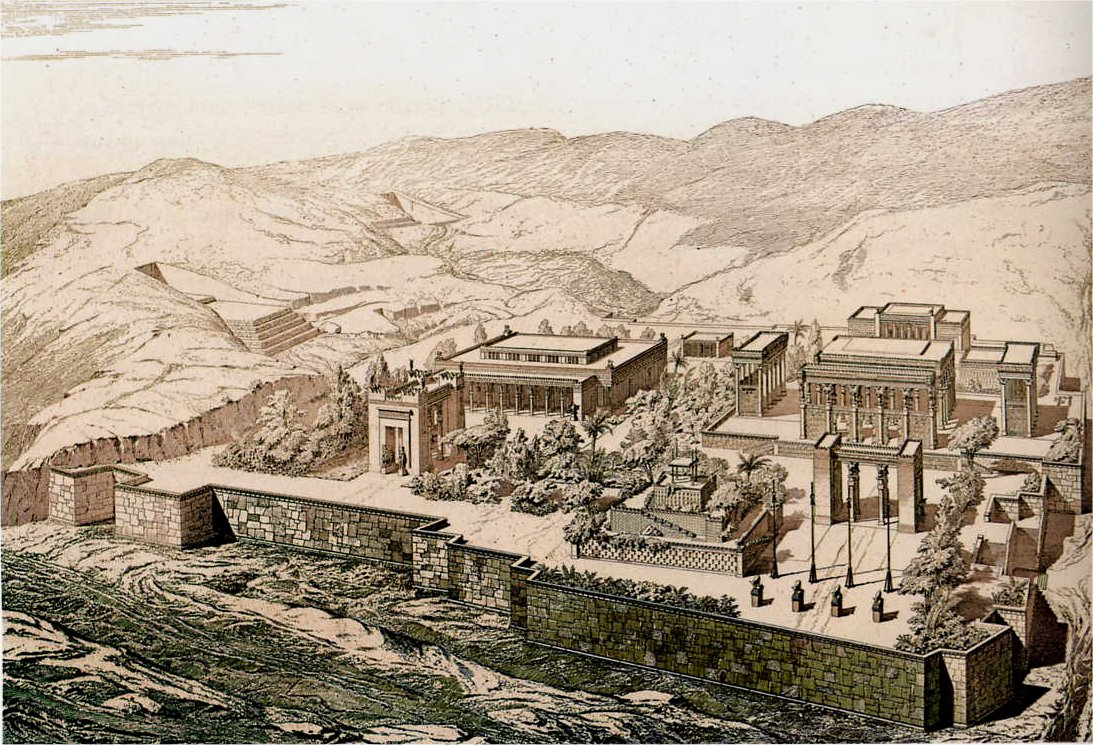
Реконструкция Персеполя

У 553 до н. е. молодий перський цар Аншана і Парси Кір з роду Ахеменідів виступив проти мідійців. Кір захопив Екбатани і оголосив себе царем Персії та Мідії. При цьому мідійський цар Іштувегу був полонений, але пізніше звільнений та призначений намісником в одну з сатрапій. До своєї смерті в 529 до н. е. Кір II Великий підпорядкував імперії Ахеменідів всю Західну Азію від Середземномор'я й Анатолії до Сирдар'ї. Раніше, в 546 до н. е., Кір заснував у Фарсі столицю свого царства — Пасаргади, де і був похований.
Син Кіра Камбіс II розширив володіння імперії батька до Єгипту і Ефіопії. В епоху розквіту Перська імперія займала територію від річки Інд до середземноморського узбережжя, вглиб Єгипту по долині Нілу до Судану, Анатолію до Фракії і Македонії.

### Парфія та Сасаніди

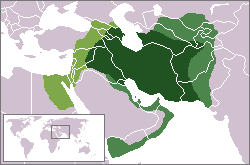
Держава Сасанідів на початку VII століття

Після смерті Олександра Македонського в 323 до н. е. його імперія розпалася на кілька окремих держав. Велика частина території сучасного Ірану відійшла до Селевкії, однак парфянський цар Мітрідат незабаром почав завойовницькі походи проти селевкідів і включив до складу своєї держави Іран, а також Межиріччя.
У 92 до н. е. між Парфією та Римом проведена межа по руслу Євфрату, але римляни майже відразу вторглися в межі західних парфянських сатрапій та зазнали поразки. У відповідному поході парфяни захопили весь Левант і Анатолію, але були відкинуті військами Марка Антонія назад до Євфрату. Незабаром після цього в Парфії одна за одною спалахували громадянські війни, викликані втручанням Риму в боротьбу між парфянською та грецькою знаттю.

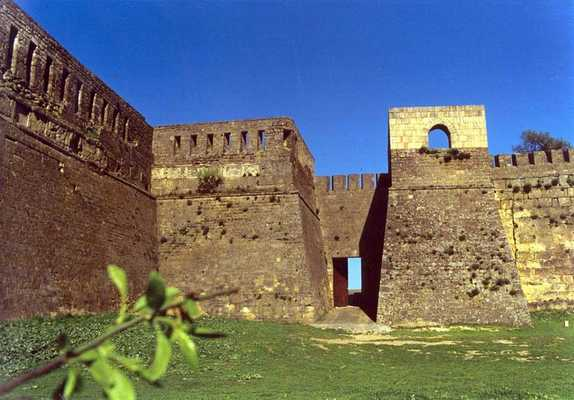
Дербент — «Північні ворота» Ірану

У 224 Ардашир Папакан, син правителя невеликого містечка Хейр в Парсі, розгромив армію парфян Артабана IV і заснував другу Іранську імперію — Іраншахр («Царство аріїв») — зі столицею в Фірузабаді, ставши засновником нової династії — Сасанідів. Посилився вплив аристократії та зороастрійського духівництва, почалися гоніння на іновірців. Проведено адміністративну реформу. Сасаніди продовжили боротьбу з римлянами та з кочівниками Центральної Азії.
За царя Хосрова I (531—579) почалася активна експансія: в 540 захоплена Антіохія, в 562 — Єгипет. Візантійська імперія потрапила до податкової залежності від іранців. Були зайняті прибережні області Аравійського півострова, в тому числі Ємен. У цей же час Хосров розгромив ефталітську держава на території сучасного Таджикистану. Військові успіхи Хосрова привели до розквіту торгівлі і культури в Ірані.
Онук Хосрова I, Хосров II (590—628) відновив війну з Візантією, але після дуже вдалого початку наприкінці зазнавав поразки за поразкою. Військові витрати покривалися за рахунок непомірних податків з торговців і поборів з бідняків. У результаті по всій країні почали спалахувати повстання, Хосров був схоплений і страчений. Його онук, Йезігерд III (632—651) став останнім сасанідським царем. Незважаючи на припинення війни з Візантією, розпад імперії тривав. На півдні іранці зіткнулися з новим супротивником — арабами.

### Арабські та тюркські завоювання
Арабські набіги на Сасанідський Іран почалися в 632 році. Найнищівнішої поразки іранська армія зазнала в битві при Кадісії в 637 році. Арабське завоювання Ірану тривало до 652 року, і він був включений до Халіфату Омеядів. Араби поширили в Ірані іслам, який сильно змінив іранську культуру. Після ісламізації Ірану бурхливо розвивалися в Халіфаті література, філософія, мистецтво, медицина. Іранська культура стала основою для початку золотої доби ісламу.
У 750 році іранський генерал Абу Мослі-Хорасані очолив похід Аббасидів проти Омеядів на Дамаск, а потім на столицю Халіфату — Багдад. У подяку новий халіф дарував іранським губернаторам певну самостійність, а також взяв кількох іранців як візирів. Однак у 822 році Тахір I ібн Хусейн, губернатор Хорасану, проголосив незалежність провінції і оголосив себе родоначальником нової іранської династії — Тахіридів.
Вже до початку правління Саманідів Іран практично відновив свою незалежність від арабів.

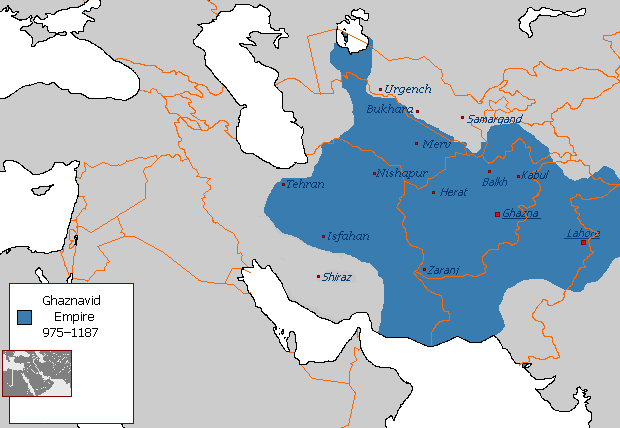
Імперія Газневідів у XII столітті

Незважаючи на прийняття іранським суспільством ісламу, арабізація в Ірані не мала успіху. Насадження арабської культури зустріло опір іранців і стало поштовхом до боротьби за незалежність від арабів. Важливу роль у відновленні національної самосвідомості іранців відіграло відродження перської мови і літератури, пік якого припав на IX—X століття. У зв'язку з цим здобула популярність епопея Фірдоусі «Шахнаме», цілком написана на фарсі.
У 962 році тюркський полководець Алп-тегін виступив проти Саманідів і заснував державу Газневідів зі столицею в Газні (Афганістан). При Газневідах культурний розквіт Ірану продовжився. Їх послідовники Сельджуки перенесли столицю в Ісфахан.
У 1220 році північний схід Ірану, що перебував у складі Хорезмського царства, зазнав вторгнення військ Чингіз-хана. Розорення зазнав весь Хорасан, а також території східних провінцій сучасного Ірану. Близько 50 % населення було вбито монголами. У результаті голоду та війн до 1260 року населення Ірану скоротилося з 2,5 млн до 250 тисяч осіб. Завершив завоювання Ірану онук Чингіз-хана Хулагу-хан. У заснованій ним державі його нащадки Ільхани правили до середини XIV століття.
Тамерлан заснував столицю своєї імперії в Самарканді, однак він, як і його послідовники, волів відмовитися від насадження монгольської культури в Ірані.
Централізація Іранської держави поновилася з приходом до влади династії Сефевідів, що поклали кінець правлінню нащадків монгольських завойовників.

### Ісламський Іран

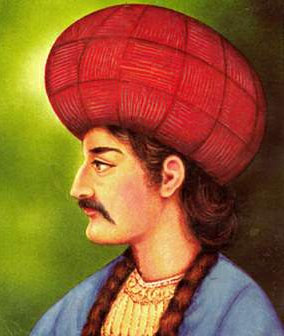
Ісмаїл I

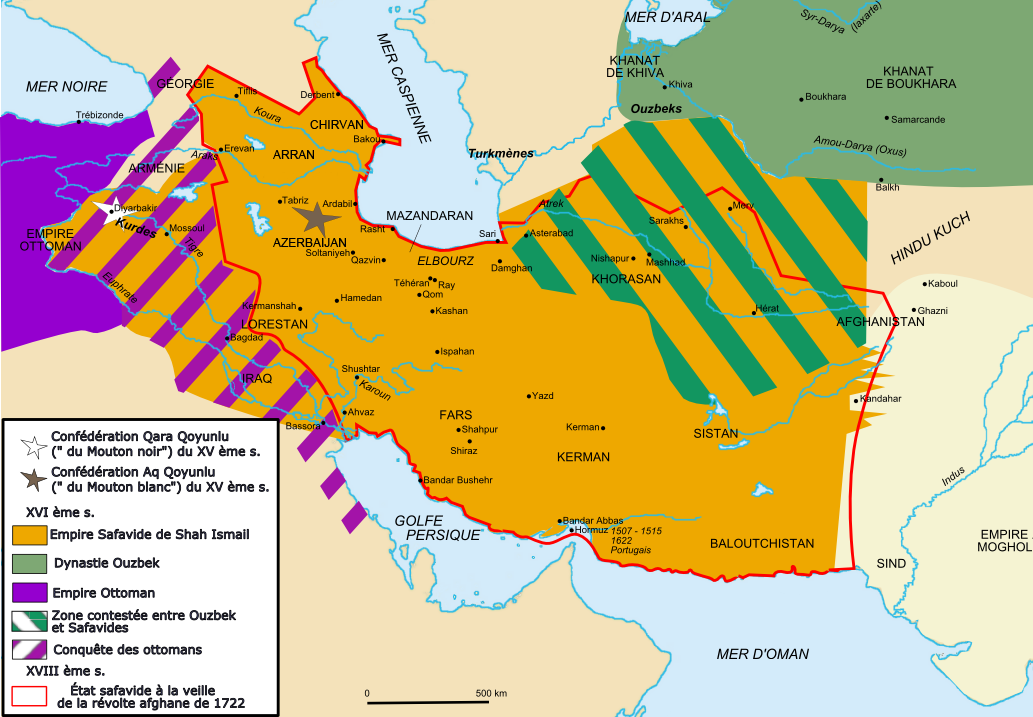
Імперія Сефевідів та її територіальні втрати

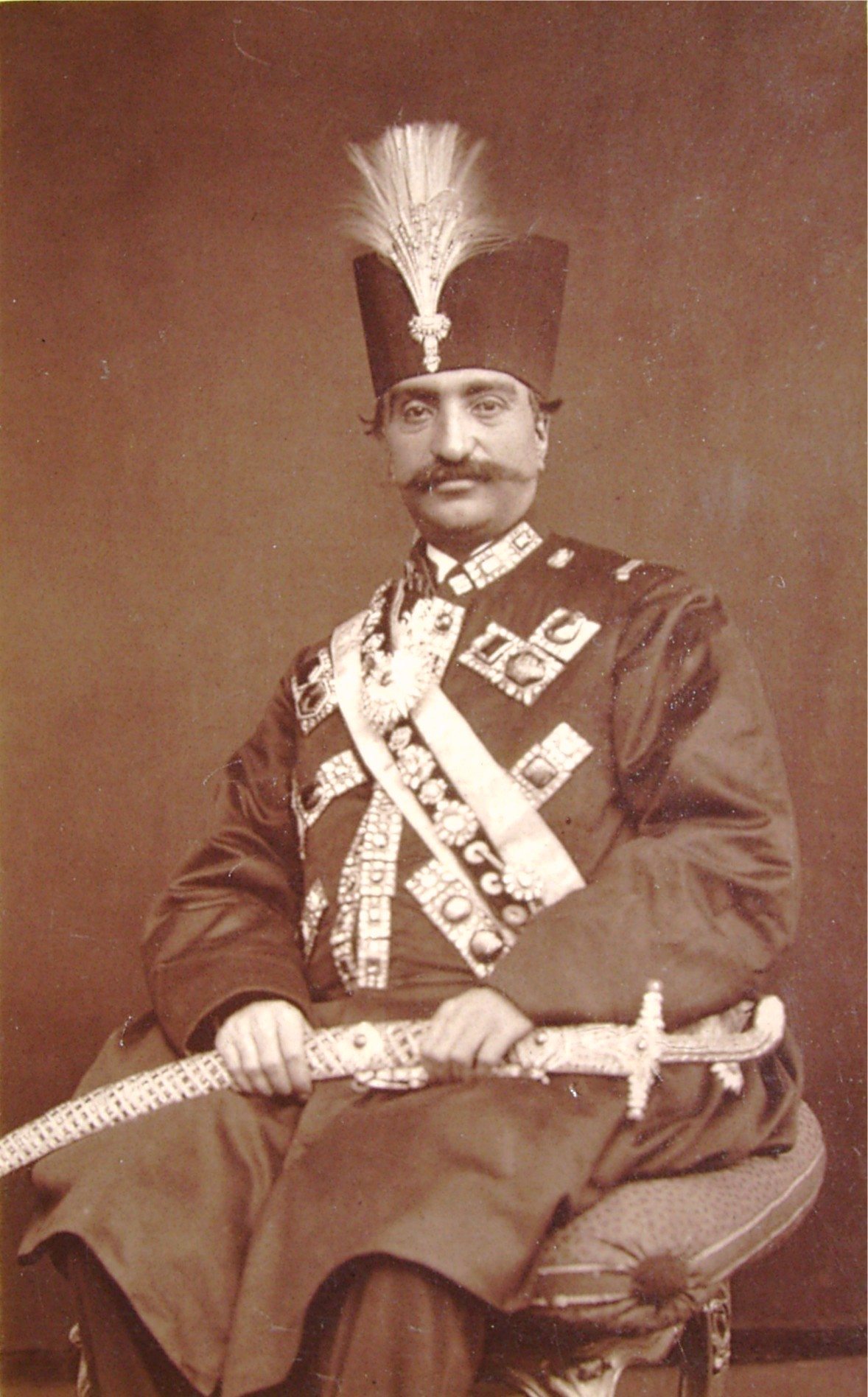
Насер ед-Дін Шах (прибл. 1870) — найзначущіший шах династії Каджарів

#### Сефевіди
Іслам шиїтського напрямку був прийнятий в Ірані як державна релігія при шаху Ісмаїлі I з династії Сефевідів в 1501 році. У 1503 році Ісмаїл розгромив Ак-Коюнлу і побудував на її руїнах нову державу зі столицею в Тебризі. Найвищого розквіту імперія Сефевідів досягла при Аббасі I, розгромивши Османську імперію та приєднавши до себе території сучасного Іраку, Афганістану, частини Пакистану, території Азербайджану, частини Вірменії і Грузії, а також провінцій Гілян і Мазендеран на березі Каспійського моря. Таким чином, володіння Ірану простягалися вже від Тигру до Інду.
Столиця була перенесена з Тебризу в Казвін, а потім в Ісфахан. Завойовані території принесли Ірану багатство та процвітання, почався розквіт культури. Іран став централізованою державою, проведено осучаснення збройних сил. Однак після смерті Аббаса Великого імперія занепала. Невміле керівництво привело до втрати Кандагара та Багдада.
У 1722 афганці здійснили набіг на Іран, взявши з ходу Ісфахан, і звели на престол Махмуд-хана. Тоді Надір-шах, полководець останнього правителя з Сефевідів Тахмаспа II, вбив його разом із сином і встановив в Ірані владу Афшарідів.

#### Афшаріди
Першим ділом Надір-шах змінив державну релігію на сунізм, а потім розгромив Афганістан і повернув Ірану Кандагар. Відступаючі афганські війська тікали в Індію. Надір-шах закликав індійського могола Мохаммед-шаха не приймати їх, але той не погодився, тоді шах вдерся в Індію. У 1739 році війська Надір-шаха увійшли в Делі, однак незабаром там спалахнуло повстання. Іранці влаштували в місті справжню різанину, а потім повернулися в Іран, повністю розграбувавши країну.
У 1740 році Надір-шах здійснив похід у Туркестан, у результаті якого кордону Ірану просунулися до Амудар'ї. На Кавказі перси дійшли до Дагестану. У 1747 році Надір-шаха вбили.

#### Зенди та Каджари
У 1750 році влада перейшла до династії Зендів на чолі з Карім-ханом. Він став першим за 700 років персом, який став на чолі держави. Він переніс столицю в Шираз. Період його правління характеризується практично відсутністю війн і культурним розквітом. Хоча тоді й відбулася спустошлива епідемія чуми. Влада Зендів тривала лише три покоління, і в 1781 році перейшла до династії Каджарів. Засновник династії, євнух Ага-Мохаммед-хан, вчинив розправу над Зендами та нащадками Афшарідів. Зміцнивши владу Каджарів в Ірані, Мохаммед-хан влаштовує похід на Грузію, розгромивши Тбілісі і знищивши понад 20 тисяч жителів міста. Другий похід на Грузію в 1797 році не відбувся, оскільки шах був убитий власними слугами (грузином і курдом) у Карабасі. Незадовго до своєї смерті Мохаммед-хан переніс столицю Ірану в Тегеран.
У результаті серії невдалих війн з Росією Іран при Каджарах втратила майже 50 % своєї території. Процвітала корупція, втрачався контроль над околицями країни. Після тривалих акцій протесту в 1906 році в країні відбулася Конституційна революція, в результаті чого Іран став конституційною монархією.
У 1920 році в остані Гілян проголошена Гілянська Радянська Республіка, яка проіснувала до вересня 1921 року.

#### Пахлаві
У 1921 році Реза Шах Пахлаві скинув Ахмед-шаха і в 1925 році оголошений новим шахом.
Пахлаві ввів в обіг термін «шахиншах» («цар царів»). При ньому почалася масштабна індустріалізація Ірану, була повністю осучаснена інфраструктура.
У ході Другої світової війни шахиншах відмовив Великій Британії та СРСР в їхньому проханні розмістити свої війська в Ірані. Тоді союзники вторглися в Іран у ході операції «Співчуття», скинули шаха та встановили контроль над залізницями та нафтовими родовищами.
У 1942 році суверенітет Ірану відновлений, влада перейшла до сина шаха — Мохаммеда. Однак СРСР, побоюючись можливої агресії з боку Туреччини, тримав свої війська в північному Ірані до травня 1946 року.
Після війни шах Мохаммед Реза проводив політику активної вестернізації і деісламізації (див. ще світська держава ісламу), що не завжди знаходило розуміння в народі. Відбувалися численні мітинги та страйки.
У 1951 році головою уряду Ірану став Мохаммед Мосаддик, який активно займався реформаторством, домагаючись перегляду домовленостей щодо розподілу прибутків компанії «British Petroleum». Відбулася націоналізація нафтової промисловості Ірану. Однак у США негайно і за активної участі британських спецслужб розроблено план перевороту, здійснений в серпні 1953 року онуком президента Теодора Рузвельта — Кермітом Рузвельтом. Мохаммед Мосаддик був зміщений зі свого посту та поміщений у в'язницю. Через 3 роки він був звільнений і посаджений під домашній арешт, де й перебував до своєї смерті в 1967 році.
У 1963 році з країни був висланий аятола Хомейні. У 1965 році учасниками групи «Фєдаянє Іслам» був смертельно поранений прем'єр-міністр Хасан Алі Мансур.
У 1973 році заборонені всі політичні партії та об'єднання, заснована таємна поліція. До кінця 1970-х Іран охопили масові протести, які вилилися у повалення режиму Пахлаві і остаточне скасування монархії. У 1979 році в країні відбулася Ісламська революція і була заснована Ісламська республіка.

### Ісламська республіка
Ісламська революція в Ірані стала переходом від шахського монархічного режиму Пахлаві до ісламської республіки на чолі з аятолою Хомейні — провідником революції та засновником нового порядку. Початком революції прийнято вважати масові антишахські протести в січні 1978 року, придушені урядовими військами. У січні 1979 року, після того як країну паралізували постійні страйки та мітинги, шах з родиною залишив Іран, і 1 лютого в Тегеран прибув Хомейні, який перебував у вигнанні у Франції. Аятоллу зустріли мільйони тріумфуючих іранців. 1 квітня 1979 року після проведення всенародного референдуму Іран офіційно проголошений ісламською республікою. 3 грудня того ж року була прийнята нова конституція.
Внутрішньополітичні наслідки революції проявилися у встановленні в країні теократичного режиму мусульманського духовенства, підвищення ролі ісламу абсолютно у всіх сферах життя. Відбулися кардинальні зміни і в зовнішній політиці. Відносини Ірану зі США стали вкрай напруженими. Дипломатичні відносини розірвані 4 листопада 1979 року, коли в Тегерані було захоплено посольство США, а дипломати провели в заручниках 444 дні. Ватажки терористичної акції захоплення заручників (студенти, серед яких, за деякими даними, можливо, був майбутній президент Ірану, тоді — офіцер спецпідрозділу КПІР і активіст молодіжної організації «Установа згуртування єдності» — Махмуд Ахмадінежад) стверджували, що переслідували агентів ЦРУ, які нібито планували повалення революційного уряду. Вони також вимагали видачі шаха. Лише в 1981 році за посередництва Алжиру криза була розв'язана, і заручники відпущені на батьківщину. Не покращилися відносини і з СРСР — Ісламська революція практично збіглася за часом з введенням радянських військ в Афганістан. За деякими відомостями, спочатку планувалося захоплення саме радянського, а не американського посольства.
Тим часом президент сусіднього Іраку Саддам Хусейн вирішив скористатися внутрішньою нестабільністю в Ірані і його натягнутими відносинами з країнами Заходу. Ірану були (не вперше) пред'явлені територіальні претензії щодо нафтоносних районів уздовж берега Перської затоки на схід від річки Шатт-ель-Араб. Зокрема Хусейн зажадав передачі Іраку західного Хузестану, де більшість населення становили араби і були величезні запаси нафти. Ці вимоги були знехтувані Іраном і Хусейн почав підготовку до повномасштабної війни. 22 вересня 1980 року армія Іраку форсувала Шатт-ель-Араб і вторглася в Хузестан, що стало для іранського керівництва повною несподіванкою.
Хоча в перші місяці війни Саддаму Хусейну вдалося досягти чималих успіхів, наступ іракської армії було невдовзі зупинено, іранські війська перейшли в контрнаступ і до середини 1982 року вибили іракців з країни. Хомейні вирішив не зупиняти війну, плануючи «експортувати» революцію і в Ірак. Цей план спирався в першу чергу на шиїтську більшість східного Іраку. Однак після 6 років невдалих спроб наступу з обох сторін було підписано мирну угоду. Ірано-іракський кордон залишився незмінним.
Протягом війни Ірак користувався політичною, фінансовою та військовою підтримкою більшості арабських країн, СРСР, а також США і їх союзників. У ході бойових дій іракська армія неодноразово застосовувала хімічну зброю, в тому числі проти мирних іранців. Понад 100 000 осіб в Ірані загинули від дії отруйних речовин. Загальні втрати Ірану у восьмирічній війні перевищують 500 000 осіб.
У 1997 році президентом Ірану був обраний Мохаммад Хатамі, що проголосив початок проведення політики терпимого ставлення до культури і встановлення тісніших зв'язків з країнами Заходу. Наприкінці 1990-х європейські держави почали відновлювати перервані революцією економічні зв'язки з Іраном. Тим не менше США залишилися незмінні у своїй позиції. Американське керівництво висунуло Ірану звинувачення в спонсоруванні тероризму і розробках зброї масового знищення. Пізніше президент США Джордж Вокер Буш закріпив за Іраном ярлик країни «Осі зла».
На початку 2024 року країна стала членом БРІКС.

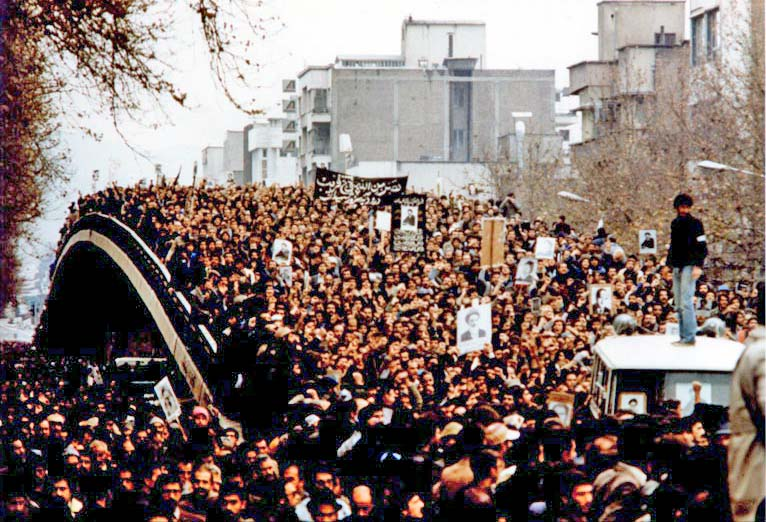
Масові демонстрації в Тегерані
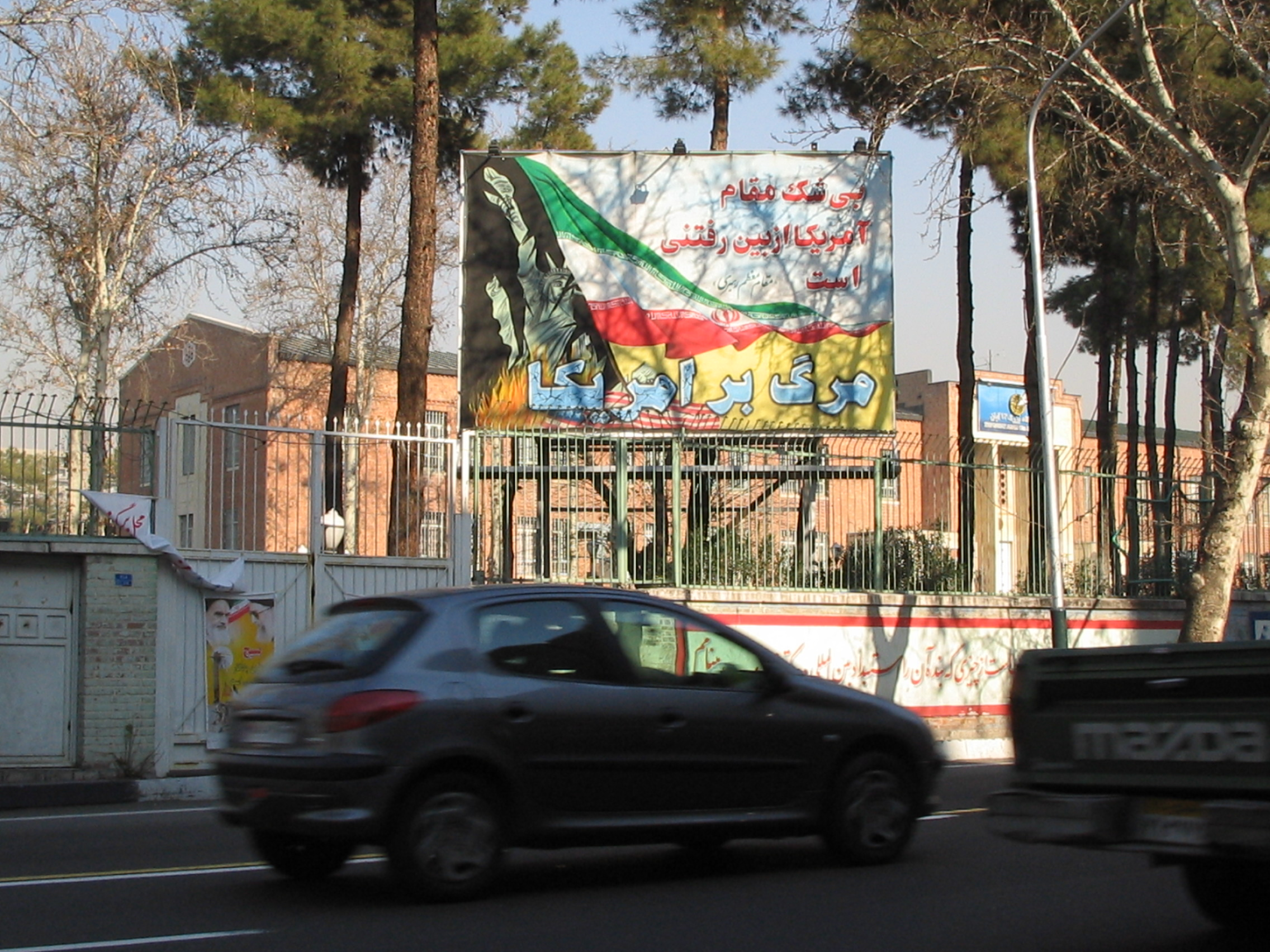
Плакат поряд з колишнім посольством США. Блакитний текст внизу: Марг бар Амрико — «Смерть Америці»
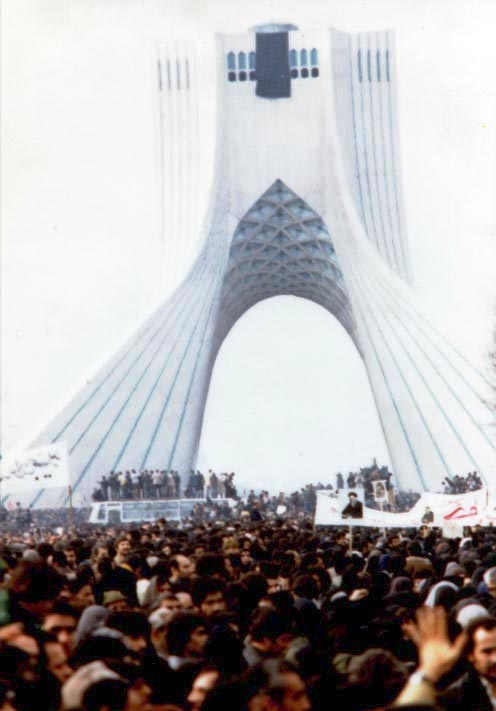
Масові демонстрації, 1979
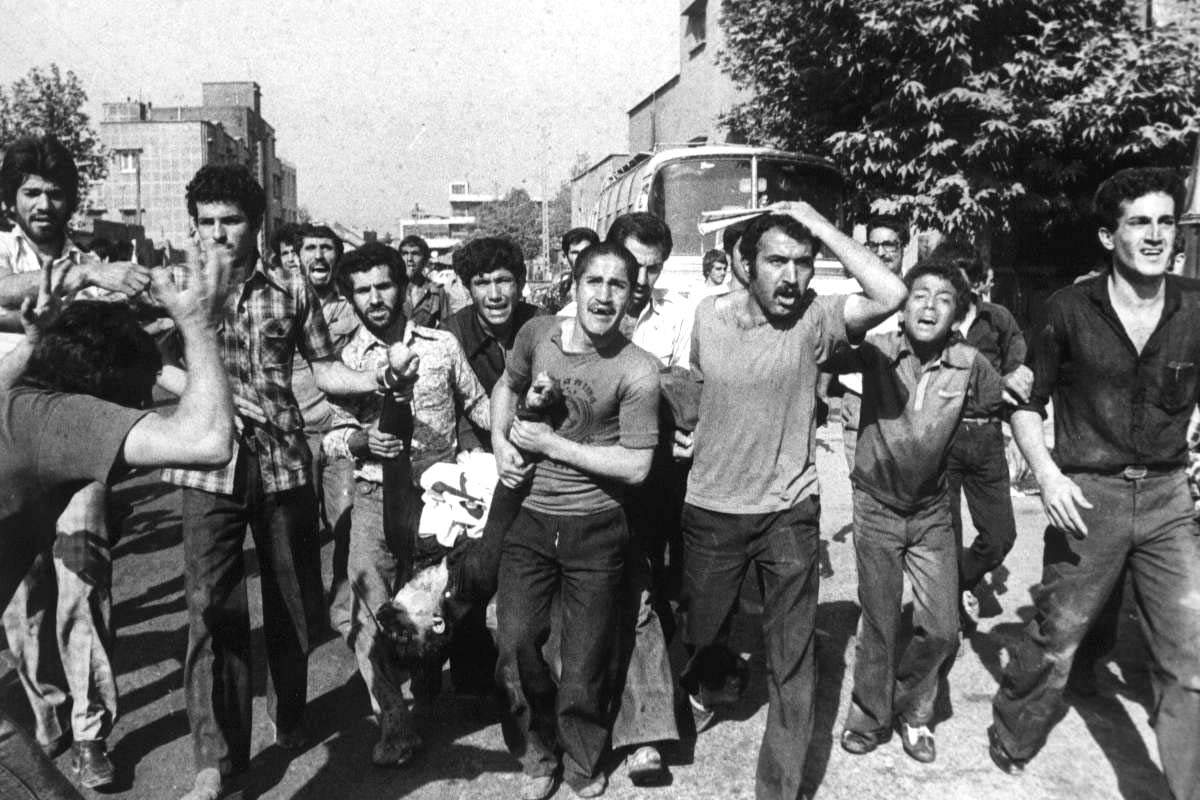
Чорна п'ятниця, 1978[en], масові протести через стрілянину.
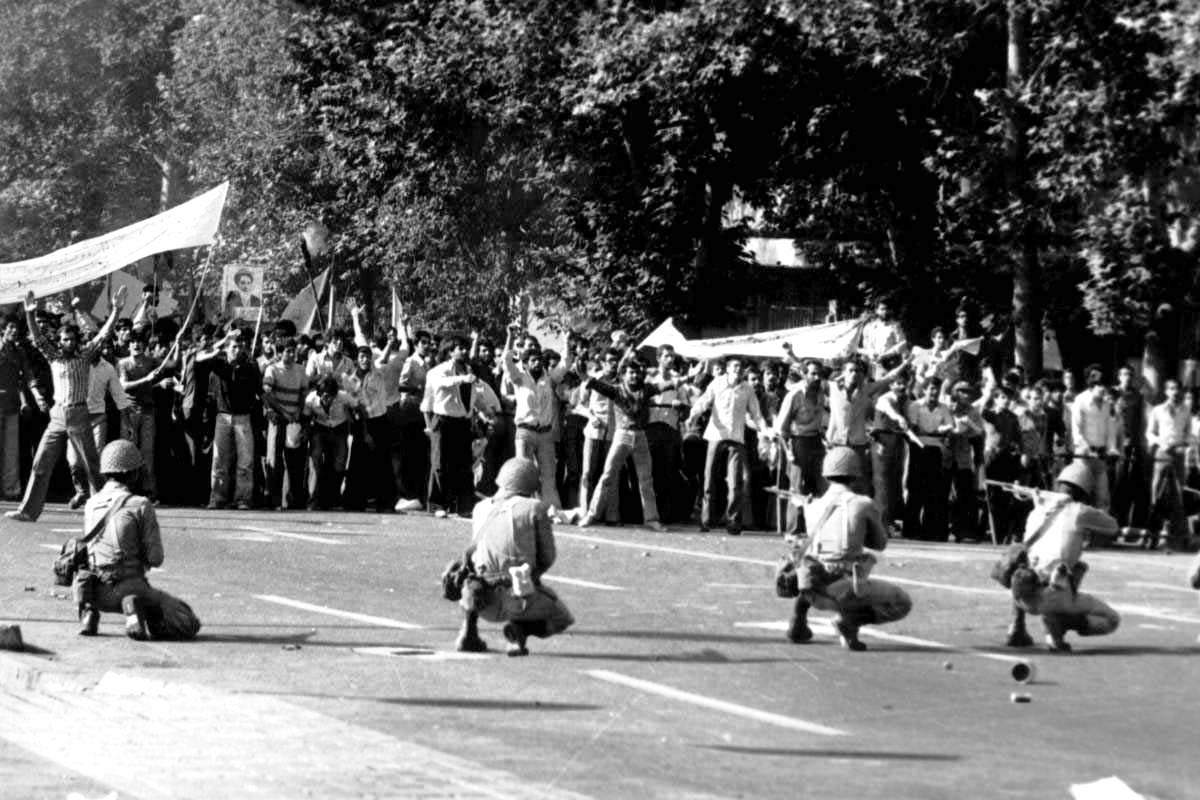
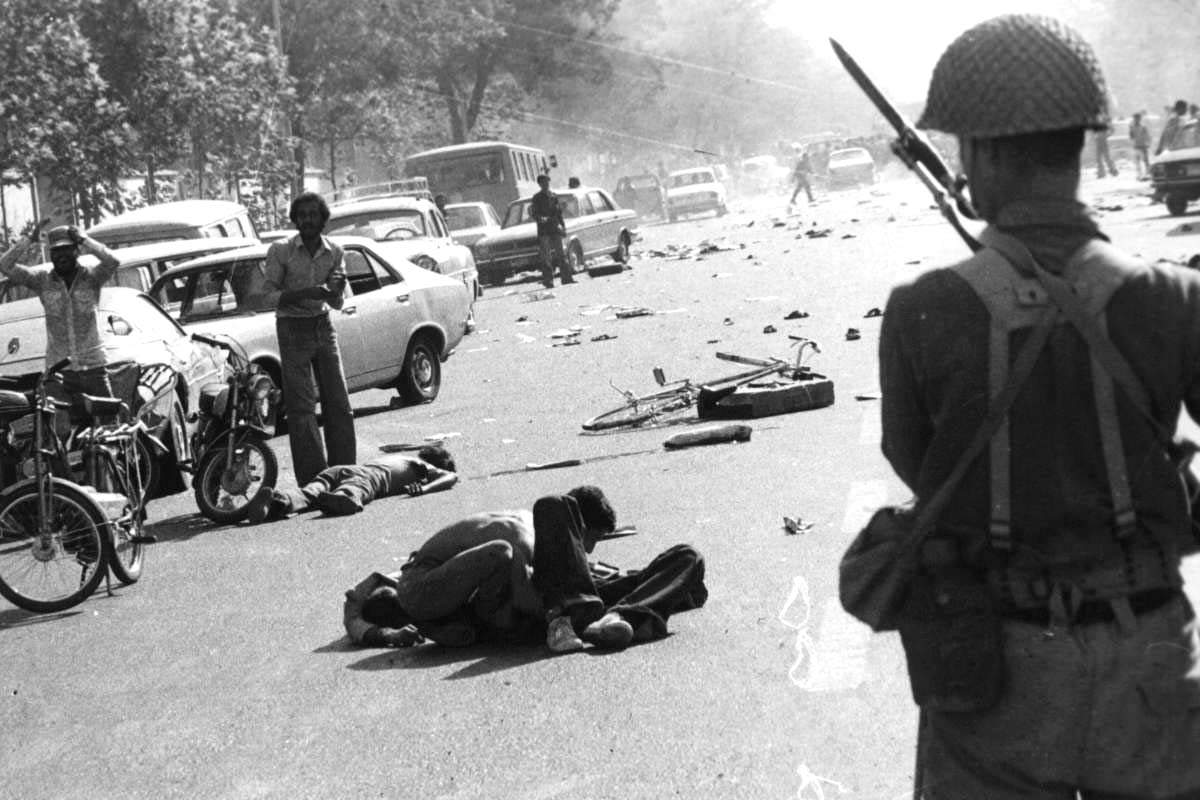
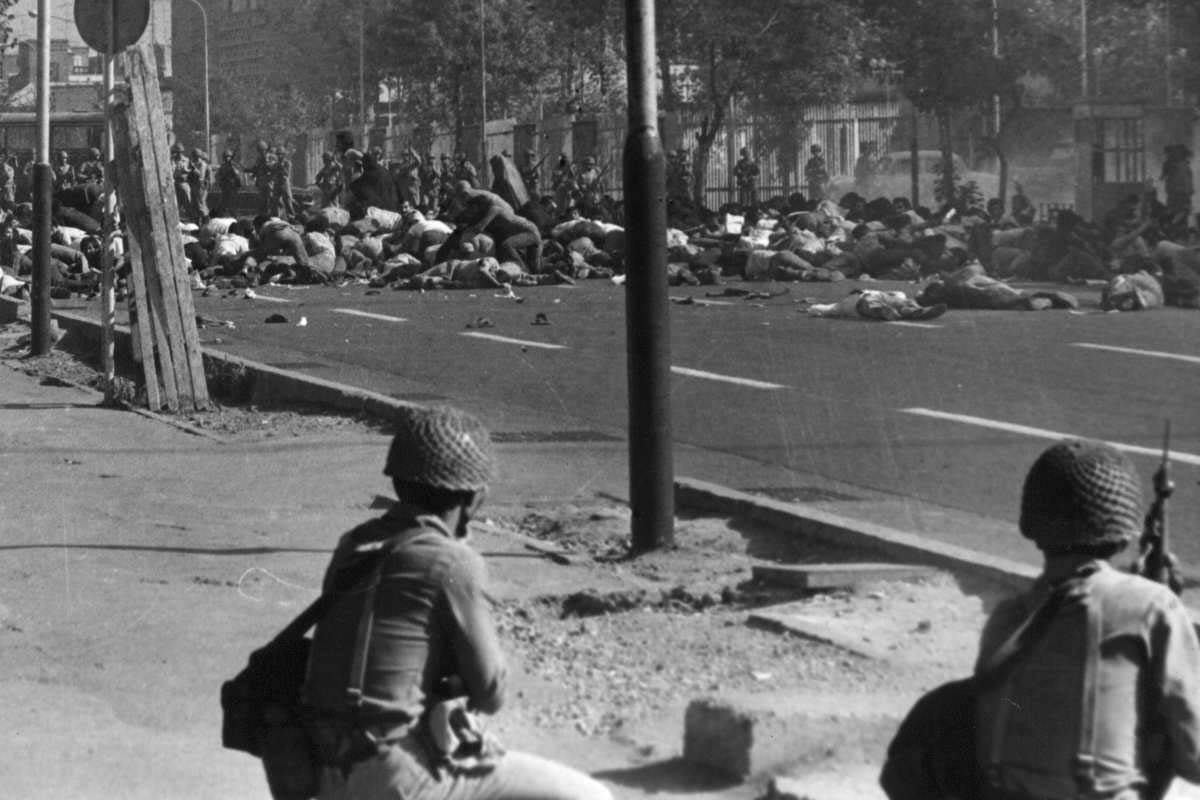
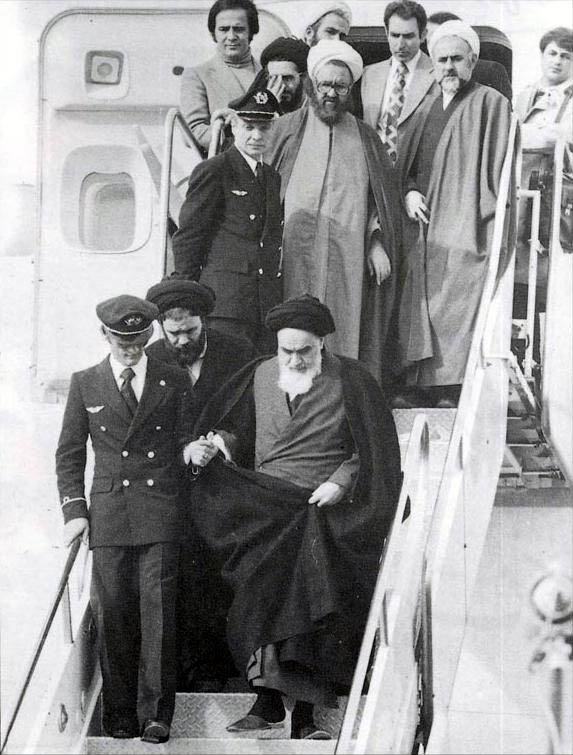
Аятола Хомейні сходить трапом з літака в аеропорту Мехрабад, ранок 1 лютого 1979

## Державний устрій Ірану

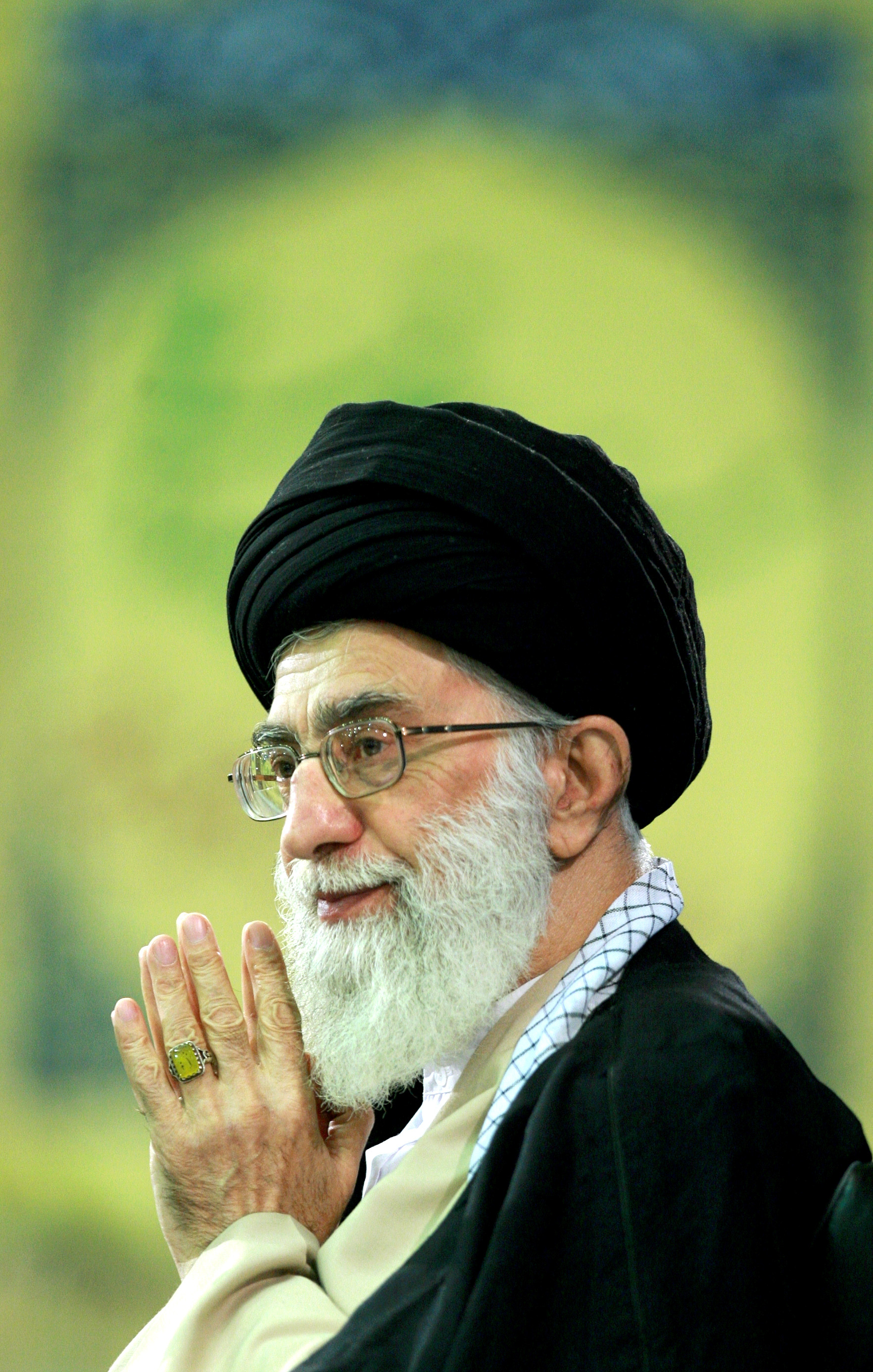
Алі Хаменеї — Верховний лідер Ірану з 1989

За конституцією, прийнятою в 1979 році, Іран є ісламською республікою.
Главою держави є Вищий керівник — рахбар. Він визначає загальну політику країни. Рахбар — верховний головнокомандувач збройними силами Ірану, керівник військової розвідки. Вищий керівник призначає людей на ключові пости в державі: голів судів, керівника поліції і командувачів усіма родами військ, а також шістьох із дванадцяти членів Ради вартових Ісламської Революції. Вищий керівник обирається Асамблеєю експертів і підзвітний їй.
Другою за значимістю посадовою особою в Ірані є президент. Президент є гарантом конституції і главою виконавчої влади. Рішення з ключових питань приймаються тільки після схвалення Вищого керівника. Президент призначає членів Ради міністрів і координує роботу уряду. Десять віцепрезидентів і 21 міністр уряду затверджуються на посаду парламентом. Хоча президент призначає міністрів оборони та розвідки, кандидатури повинні бути заздалегідь схвалені Вищим керівником. Президент обирається прямим всенародним голосуванням на чотирирічний термін. Кандидати в президенти повинні бути попередньо схвалені Радою вартових. На президентських виборах 2013 року перемогу здобув Хассан Рохані.

Законодавча влада представлена однопалатним парламентом — Меджлісом (перс. مجلس شورای اسلام — «Ісламська консультативна рада»). Верхня палата була розформована після революції у 1979 році. Меджліс складається з 290 членів, що обираються всенародним голосуванням на чотирирічний термін. До обов'язків парламенту входить розробка законопроєктів, ратифікація міжнародних договорів та складання бюджету. Усі кандидати у депутати Меджлісу також затверджуються Радою вартових.
Рада вартових конституції складається з 12 членів, 6 з яких призначає Вищий керівник, а інших 6 членів — парламент за поданням голови Верховного суду. Рада вартових затверджує кандидатів на ключові пости, в тому числі кандидатів у президенти, членів уряду і парламенту. Основний обов'язок Ради — перевірка законопроєктів на відповідність ісламському праву. У випадку, якщо є розбіжності з шаріатом, законопроєкт відправляється на доопрацювання. Крім того, Рада має право накласти вето на будь-яке рішення Меджлісу.
Рада доцільності вирішує спірні питання, що виникають між Меджлісом і Радою вартових. Рада доцільності є також дорадчим органом при Вищому керівникові. Голова Ради — колишній президент Ірану Алі Акбар Хашемі Рафсанджані — особистий радник рахбара.
Рада експертів складається з 86 представників ісламського духовенства і збирається на тиждень кожен рік. Рада експертів обирає Вищого керівника і має право змістити його з посади у будь-який час (хоча такого прецеденту ще не було: нинішній Вищий керівник ― Алі Хаменеї — лише другий в історії країни, тоді як перший, Хомейні, помер, будучи ще на посаді). Засідання Ради проходять у закритому режимі. Члени Ради обираються всенародним голосуванням на восьмирічний термін.
Органи місцевого самоврядування присутні в усіх містах і селах Ірану і обираються всенародним голосуванням на чотирирічний термін. Міські (сільські) ради обирають мера, стежать за роботою чиновницького апарату, відповідають за розвиток освіти, медицини, житлово-комунального господарства та інші побутові питання. Вперше вибори до місцевих рад пройшли в 1999 році. Оскільки діяльність рад носить виключно адміністративно-виконавчий характер, кандидати у члени ради не потребують затвердження Радою експертів.
Судова система складається з Народного суду, займається цивільними і кримінальними справами, і Революційного суду, в компетенцію якого входять особливі злочини, в тому числі проти держави. Вердикт Революційного суду не підлягає апеляції. Крім того, існує Особливий духовний суд. Рішення цього суду також не підлягають оскарженню, він діє окремо від загальної судової системи. Вищою інстанцією Духовного суду є рахбар. Він також призначає і голів Народного та Революційного судів.

### Права людини

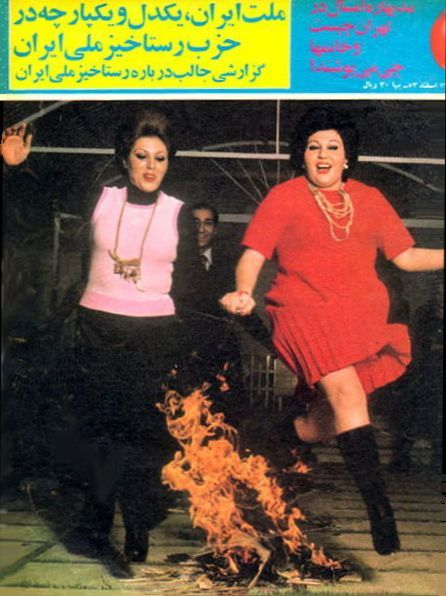
Жінки стрибають через полум'я, 1975. Дореволюційний Іран був дуже сучасною та відкритою країною регіону

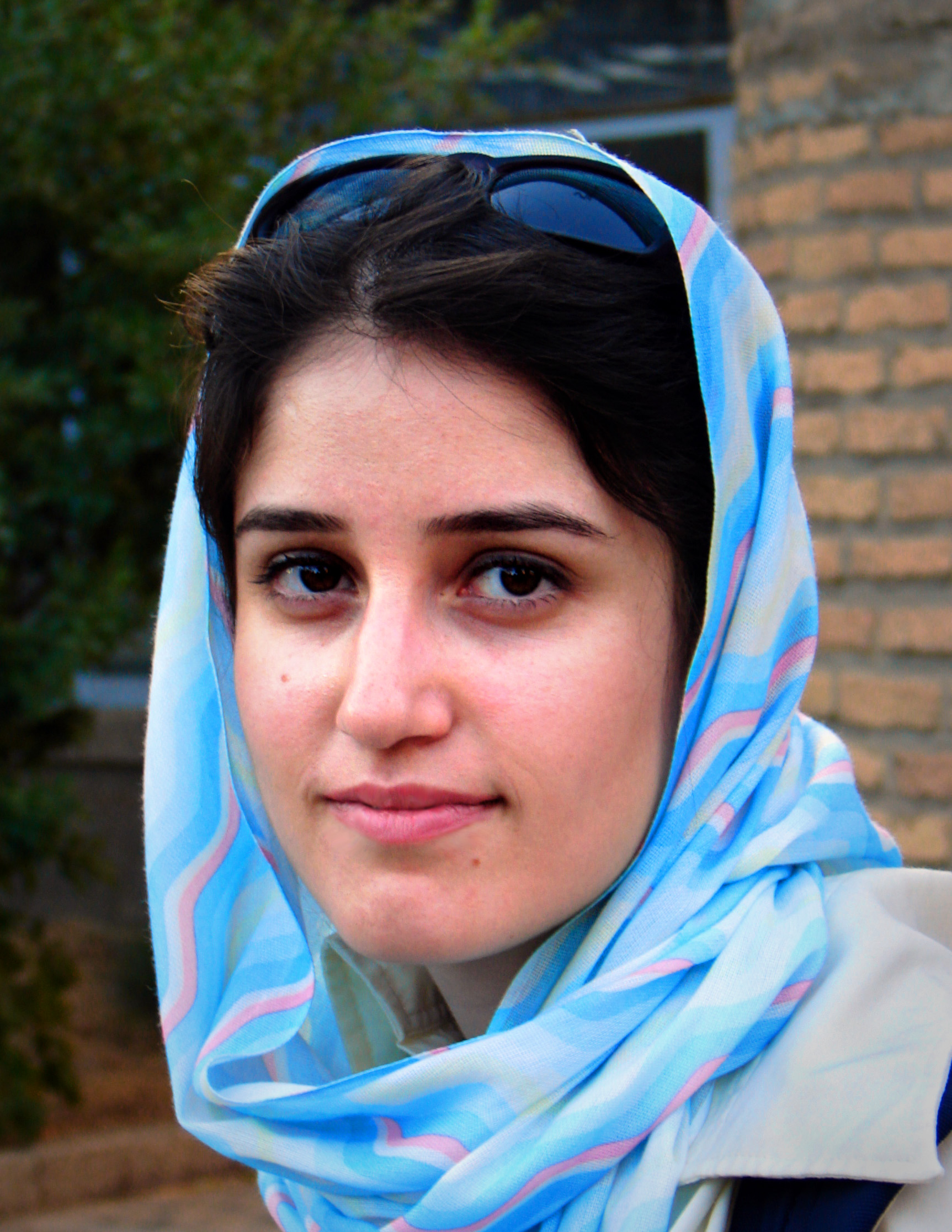
Іранка, 2006. Жінки зобов'язані поводитися та вдягатися відповідно до норм ісламу

Закони ісламської республіки засновані на ісламському праві. Державний апарат тісно переплетений з ісламським духівництвом. У зв'язку з цим присутні обмеження прав людини, пов'язані насамперед з релігією. Зокрема, в системі державного устрою існує спеціальний орган — Рада вартових конституції, діяльність якого забороняє немусульманам обіймати вищі державні посади, а членам парламенту — складати законопроєкти, що суперечать шаріату. Згідно з Конституцією (стаття 13), крім ісламу визнаються тільки три релігії: християнство, юдаїзм і зороастризм, віряни всіх інших релігій (буддисти, багаї та ін.) вважаються «незахищеними невірними», вони не можуть бути представлені в парламенті і не мають практично жодних юридичних прав.
Обмеження в правах часто відчувають жінки. Найяскравіший тому приклад — особливості одягу. Зокрема, всі жінки в Ірані, в тому числі приїжджі, зобов'язані носити хіджаб, плащ або спідницю не вище колін. В іншому випадку настає адміністративна або дисциплінарна відповідальність. Сексуальні меншини також зазнають переслідування. Гомосексуальність є кримінально караним злочином, який передбачає смертну кару. Нерідкі випадки страти неповнолітніх: найбільш широкого розголосу набула справа двох 16-річних підлітків Махмуд Асгарі і Айаз Мархоні, яких було звинувачено в зґвалтуванні неповнолітнього і публічно повішено на міській площі у присутності величезної кількості глядачів (також їм інкримінувалося розпивання алкогольних напоїв, порушення громадського порядку і злодійство на центральній площі в Мешхеді.). Характерно, що страта відбулась через два тижні після перемоги на президентських виборах вкрай консервативного політика Ахмадінежада.
Один з лідерів опозиції (Мехді Карубі) звинуватив іранську владу у використанні тортур щодо політичних ув'язнених. У статті, розміщеній на сайті його партії, згадуються випадки жорстокого зґвалтування ув'язнених.
Іран посідає друге місце у світі (після Китаю) за кількістю виконання смертних вироків. У 2006 році в країні були страчені не менше 215 осіб, у тому числі семеро неповнолітніх, що є порушенням міжнародної конвенції про права дітей. Згідно зі статистикою правозахисної групи Amnesty International, в 2007 році за тяжкі злочини в Ірані страчено понад 200 чоловік.
Присутні деякі обмеження свободи преси: після приходу до влади консервативного крила було закрито більшість прореформістських газет. Заборонена трансляція західної музики. Обмеження стосуються не лише друкованих засобів масової інформації та телебачення. Інтернет також підпадає під цензуру. Діяльність провайдерів, у тому числі комерційних, контролюється міністерством інформації. Перевірці підлягають всі нові зареєстровані вебсайти в домені .ir, існує автоматична фільтрація електронної пошти. Заборонені порнографічні та антиісламські сайти. Сайти опозиційних організацій в основному розміщені на зарубіжних серверах.
Переслідувань в Ірані зазнають і правозахисні організації. Наприклад, широкий міжнародний резонанс отримав випадок вилучення владою цієї країни Нобелівської премії миру і Ордена Почесного Легіону у відомої іранської правозахисниці Ширін Ебаді, а також закриття її Центру захисту прав людини.

### Зовнішня політика

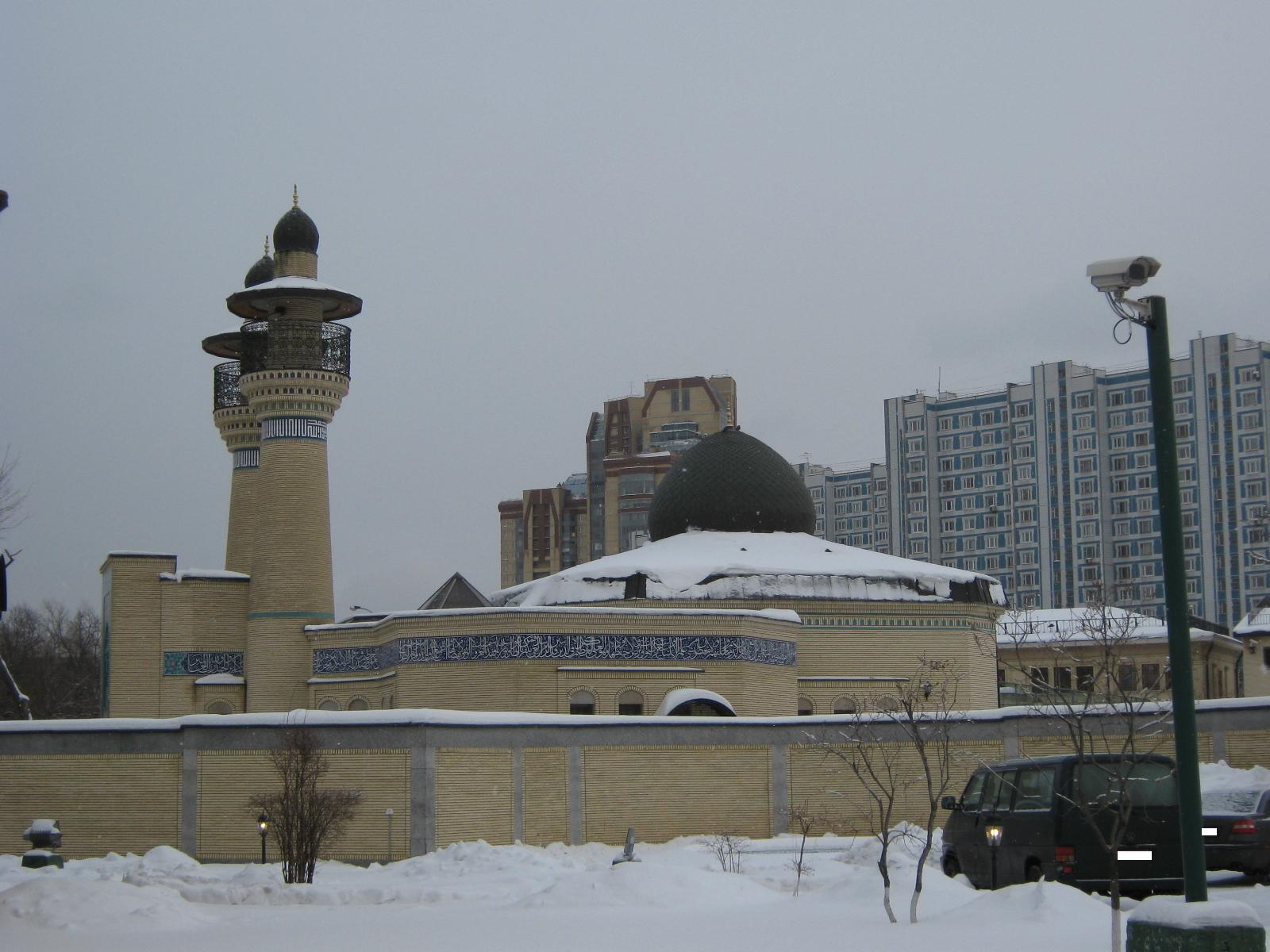
Мечеть Хатам Аль-Анбія на території резиденції посла Ірану в Москві

До 1979 року Іран був у цілому прозахідною державою. Ісламська революція 1979 року, яка відбулася на хвилі антиамериканізму, радикально змінила зовнішню політику країни. Перемога Ісламської революції ознаменувалася міжнародним скандалом з захопленням заручників в американському посольстві в Тегерані. Ця криза спричинила погіршення відносин з усіма західними країнами, а також послужила приводом до розриву дипломатичних відносин зі США, які не відновлені досі.
Революція збіглася за часом і з введенням радянських військ до Афганістану, що вкрай негативно позначилося на стосунках з СРСР. Іран підтримував дипломатичні відносини з Радянським Союзом, однак пропозиції СРСР про проведення двосторонньої зустрічі ігнорувалися. Відомо також, що 1988 року Аятолла послав Горбачову телеграму, в якій пропонував йому будувати ісламську республіку в СРСР.
Революція зіпсувала відносини не тільки з Заходом, а й з арабським світом. 1980 року Ірак вдерся в багатий нафтою Хузестан, поклавши початок ірано-іракській війні. Вибивши іракські війська з Ірану, керівництво країни планувало з допомогою контрнаступу «експортувати» ісламську революцію в Ірак. Однак через швидке виснаження військ і застосування іракською армією хімічної зброї ці плани не увінчалися успіхом. Тим часом ірано-американські відносини ускладнилися ще більше після того, як американський ракетний крейсер, який перебував у Перській затоці, збив іранський пасажирський літак.
Після закінчення ірано-іракської війни і зі смертю Хомейні відносини Ірану з Європою стали поступово налагоджуватися, цьому багато в чому сприяла прагматична політика Рафсанджані. Були налагоджені нові відносини з незалежними республіками СРСР. Зокрема, Іран засудив боротьбу чеченського народу за свою незалежність, надавши тим самим негласну підтримку Росії у цьому питанні. Сьогодні Іран бере участь у відновленні економіки Чечні. Багато в чому завдяки дипломатичним зусиллям Ірану Росія отримала можливість частково відновити втрачений вплив на Близькому Сході і в Центральній Азії. Росія погодилася продовжувати розпочате ще за Пахлаві будівництво атомної електростанції в Буширі.
Тим не менше, відносини Ірану зі США, як і раніше, залишаються напруженими. Цьому багато в чому сприяла перемога на президентських виборах в Ірані в 2005 році ультраконсерватора Махмуда Ахмадінежада. Його різкі заяви проти Ізраїлю зіпсували відносини і з цією державою.
Іран має дипломатичні представництва в більшості країн світу. У той же час, як і багато інших ісламських держав, Іран не визнає держави Ізраїль. В офіційних заявах іранського МЗС Ізраїль іменується «сіоністським режимом». Немає дипломатичних відносин і з США. Іран — член ООН (з 1945 року), ОІК, ОПЕК, SAARC, а також є спостерігачем при ШОС.

#### Взаємовідносини Ірану та України
Дипломатичні відносини між Іраном та Україною були встановлені 22 січня 1992 року.
17 жовтня 2022 року МЗС України зробило офіційну заяву щодо співучасті Ірану в злочинах Росії проти України після того як Росія завдала понад сотню ударів іранськими дронами-камікадзе по житлових будинках, електростанціях, очисних спорудах, мостах і дитячих майданчиках в низці українських міст. Загинули та отримали поранення десятки людей, в тому числі діти.
У травні 2023 року Верховна Рада України підтримала запровадження санкцій проти Ірану на 50 років. Серед низки обмежень було припинення авіасполучення з цією країною.

### Територіальні суперечки
Існують територіальні суперечки між Іраном і ОАЕ відносно трьох островів в Ормузькій протоці, що контролюють вхід у Перську затоку. Наприкінці 1940-х островами поперемінно володіли шейхи Абу-Дабі і Дубая, що знаходилися під британським протекторатом. У 1971 році, після відходу Великої Британії з регіону, острови повинні були дістатися ОАЕ, до складу яких увійшли обидва цих емірати, але їх захопив Іран. На островах донині розташований значний військовий контингент.
27 травня 2023 року, згідно повідомлення інформаційного агентства IRNA, яке цитує заступника командувача національної поліції Ірану і його заяву, що прикордонна застава на південному сході Ірану зазнала «сильної атаки» з боку Талібану, це спонукало до «рішучої та сміливої протидії» з боку іранського кордону. У результаті стрілянини біля прикордонного посту між Іраном на Афганістаном було вбито двох іранських прикордонників та одного бійця Талібану. Відомо, що інцидент трапився «на тлі напруженості між двома країнами через права на воду» з річки Гільменд, яка тече з Афганістану в посушливі східні прикордонні регіони Ірану. Обидві сторони звинуватили одна одну в початку стрілянини.

### Конфлікти
19 липня 2019 року патруль Корпусу вартових ісламської революції в Ормузькій протоці захопив британський нафтовий танкер Stena Impero, який за даними військових порушив територіальні води країни. 22 липня прем'єр Британії Тереза Мей провела екстрене засідання щодо можливої реакції офіційного Лондона. Представники Британії у пояснювальному листі до ООН наполягають, що танкер не входив у територіальні води Ірану, а інцидент стався на тлі загострення відносин між Іраном та західними країнами.
4 серпня Іранський корпус вартових ісламської революції захопив у Перській затоці ще один танкер, який перевозив нафту до арабських країн. Танкер було звинувачено в контрабанді палива. Всі 7 членів екіпажу затримані.

## Ядерна програма

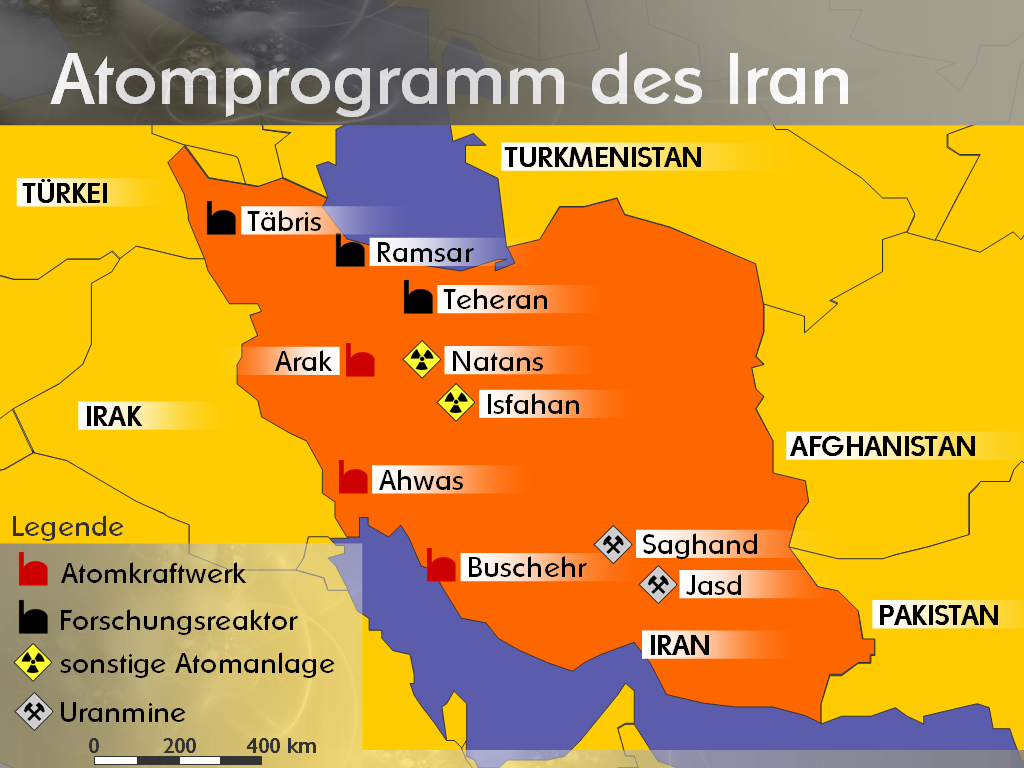
Атомна програма, через яку на Іран були накладені санкції

США звинувачують Іран у спонсоруванні терористичних організацій (у США, Ізраїлі та ЄС Хезболла, зокрема, вважається терористичною організацією) і розробці ядерної зброї. Через розробку ядерної програми проти Ірану було введено санкції.
Президент США Трамп влітку 2019 року заявляв, що попри угоду між Джоном Керрі та адміністрацією Обами з Іраном, країна продовжувала приховано поповнювати запаси урану («Іран збагачувався ураном», — заявив Трамп). Згідно з умовами договору, для Ірану встановлювався ліміт на збагачення урану. 7 липня Аббас Аракші, міністр МЗС Ірану, заявив, що країна почне збагачення урану вище концентрації 3,67 % для забезпечення паливом електростанції в Бушері. Для урану, що використовується в ядерній зброї, рівень збагачення має сягати 90 %. Це викликало обурення офіційного Вашинґтону й обіцянки посилити санкції проти Ірану.
В липні 2019 року керівник іранської Організації з атомної енергії Алі Акбар Салехі заявив, що Іран планує відновити роботу ядерного реактора на важкій воді. Це пояснюється необхідністю отримання електроенергії для країни, і мова не йде про ядерну зброю.
Незважаючи на обмеження світової спільноти, в листопаді 2019-го Іран збільшив рівень збагачення урану до 5 %.

## Космічна програма
Перший іранський супутник «Синах-1» був запущений у космос 28 жовтня 2005 року ракетою-носієм Космос-3М з космодрому «Плесецьк» (РФ). Тобто, Іран став 43-ю країною зі своїм власним супутником у космосі. Другий супутник «Синах-2» був запущений в 2008 році.
27 вересня 2023 року, згідно повідомлення Al Jazeera, іранський супутник «Nour-3» був успішно виведений на орбіту, яка знаходиться за 450  км від поверхні Землі. Перша версія супутника «Nour» була запущена у квітні 2020 року, що стало першим успішним запуском Ірану військового супутника-розвідника. Другий супутник «Nour-2» був запущений в космос на початку 2022 року.
20 січня 2024 року, державні ЗМІ Ірану повідомили, що країна успішно запустила свій супутник «Sorayya» на низьку навколоземну орбіту висотою 750 км.

## Адміністративний поділ
Основною адміністративною одиницею Ірану є остани (перс. استان — ostān; множ. — استانﻫﺎ — ostānhā), які поділяються на шагрестани (перс. شهرستان), а ті в свою чергу — на бахши (перс. بخش). Найбільше місто остану найчастіше всього є його столицею (перс. مرکز — markaz). Кожний остан управляється губернатором (остандаром — استاندار). Іран поділяється на 31 остан:
| №  | Назва провінції         | Центр        | Населення, тис. ос. | Площа, км² | Густота нас., ос./км² | Шахрестани |
| 01 | Тегеран                 | Тегеран      | 13413,3             | 18814      | 712,9                 | 13         |
| 02 | Кум                     | Кум          | 1041,7              | 11526      | 90,4                  | 1          |
| 03 | Центральний (Меркезі)   | Ерак         | 1349,6              | 29130      | 51,6                  | 10         |
| 04 | Казвін                  | Казвін       | 1143,2              | 15549      | 73,5                  | 5          |
| 05 | Гілян                   | Решт         | 2405,9              | 14042      | 171,3                 | 16         |
| 06 | Ардебіль                | Ардебіль     | 1225,3              | 17800      | 68,8                  | 9          |
| 07 | Зенджан                 | Зенджан      | 964,6               | 21773      | 44,3                  | 7          |
| 08 | Східний Азербайджан     | Тебриз       | 3603,5              | 45650      | 78,9                  | 19         |
| 09 | Західний Азербайджан    | Урмія        | 2873,5              | 37437      | 76,8                  | 14         |
| 10 | Курдистан               | Сенендедж    | 1439,5              | 29137      | 49,4                  | 9          |
| 11 | Хамадан                 | Хамадан      | 1703,3              | 19368      | 87,9                  | 8          |
| 12 | Керманшах               | Керманшах    | 1879,4              | 24998      | 75,2                  | 13         |
| 13 | Ілам                    | Ілам         | 545,8               | 20133      | 27,1                  | 7          |
| 14 | Лурестан                | Хорремабад   | 1716,5              | 28294      | 60,7                  | 9          |
| 15 | Хузестан                | Ахваз        | 4275,0              | 64055      | 66,7                  | 18         |
| 16 | Чехармехаль і Бахтіарія | Шехре-Корд   | 857,9               | 16332      | 52,5                  | 6          |
| 17 | Кохгілуйє і Бойєрахмед  | Ясудж        | 634,3               | 15504      | 40,9                  | 5          |
| 18 | Бушир                   | Бушир        | 886,3               | 22743      | 39,0                  | 9          |
| 19 | Фарс                    | Шираз        | 4337,9              | 122608     | 35,4                  | 23         |
| 20 | Хормозган               | Бендер-Аббас | 1404,7              | 70669      | 19,9                  | 11         |
| 21 | Сістан і Белуджистан    | Захедан      | 2406,7              | 181785     | 13,2                  | 8          |
| 22 | Керман                  | Керман       | 2652,4              | 180836     | 14,7                  | 14         |
| 23 | Йєзд                    | Йєзд         | 990,8               | 129285     | 7,7                   | 10         |
| 24 | Ісфахан                 | Ісфахан      | 4559,3              | 107029     | 42,6                  | 21         |
| 25 | Семнан                  | Семнан       | 589,7               | 97491      | 6,0                   | 4          |
| 26 | Мазендеран              | Сарі         | 2920,7              | 23701      | 123,2                 | 15         |
| 27 | Голестан                | Горган       | 1617,0              | 20195      | 80,1                  | 11         |
| 28 | Північний Хорасан       | Боджнурд     | 811,6               | 28434      | 28,5                  | 6          |
| 29 | Хорасан-Резаві          | Мешхед       | 5593,1              | 144681     | 38,7                  | 19         |
| 30 | Південний Хорасан       | Бірдженд     | 636,4               | 69555      | 9,1                   | 4          |
| 31 | Альборз                 | Кередж       | 1375,5              | 5 833      | 236                   | 4          |
|    | Всього                  |              | 70 495 782          | 1 628 554  | 43,29                 | 324        |

До 1950 року Іран був розділений лише на 12 останів: Ардалян, Азербайджан, Белуджистан, Фарс, Ґілян, Аракі-Аджаму, Хорасан, Хузестан, Керман, Ларестан, Лурестан і Мазендеран. У 1950—1960-х роках їх було 10, а потім в період з 1960 по 1981 рік збільшилася до 28.
У 1979 остан Керманшах був перейменований в Бахтаран. У 1986 році Центральний остан був розділений на Тегеран та Меркезі.
У 1990 остан Бахтаран був перейменований у Керманшах.
У 1993 з остану Східний Азербайджан був виділений остан Ардебіль.
У 1995 з остану Тегеран був виділений остан Кум.
У 1996 із Зенджану був виділений остан Казвін.
У 1997 з Мазендерану був виділений остан Голестан.
У 2004 році найбільший остан Хорасан був розділений на 3 остани — Північний Хорасан, Хорасан-Резаві та Південний Хорасан. Невелика територія, що залишилася, була приєднана до остану Єзд.
23 червня 2010 року зі складу остану Тегеран виділений новий остан Альборз із центром у Кереджі.
Зараз розглядаються проєкти створення нових останів: Талиш (з Гіляну і Ардебілю), Тебес (з Єзду), Середній Азербайджан (із Західного і Східного Азербайджану), Ердестан (з Ісфахану), поділу остану Систан і Белуджистан на остан Систан і остан Белуджистан, Фарсу на Західний і Східний Фарс, а також створення столичного округу з Тегерана і інші проєкти.

### Основні міста
67,5 % населення Ірану живе в містах. До 2030 року це значення, імовірно, досягне 80 %. Найбільше місто — Тегеран з населенням 7,1 млн чоловік (14 млн в агломерації). У Тегерані зосереджено більше половини промислової могутності країни, в тому числі — автомобільне, електронне, збройне, хімічне, харчове виробництво. Друге за величиною місто — Мешхед, священне місто шиїтів.

## Економіка

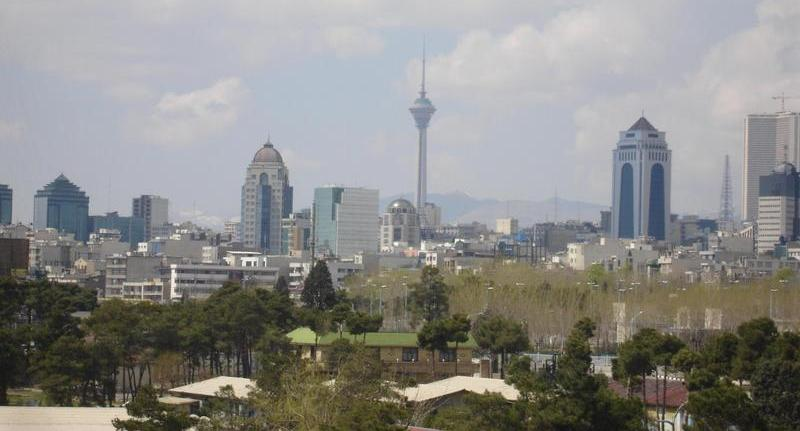
Тегеран, 2007

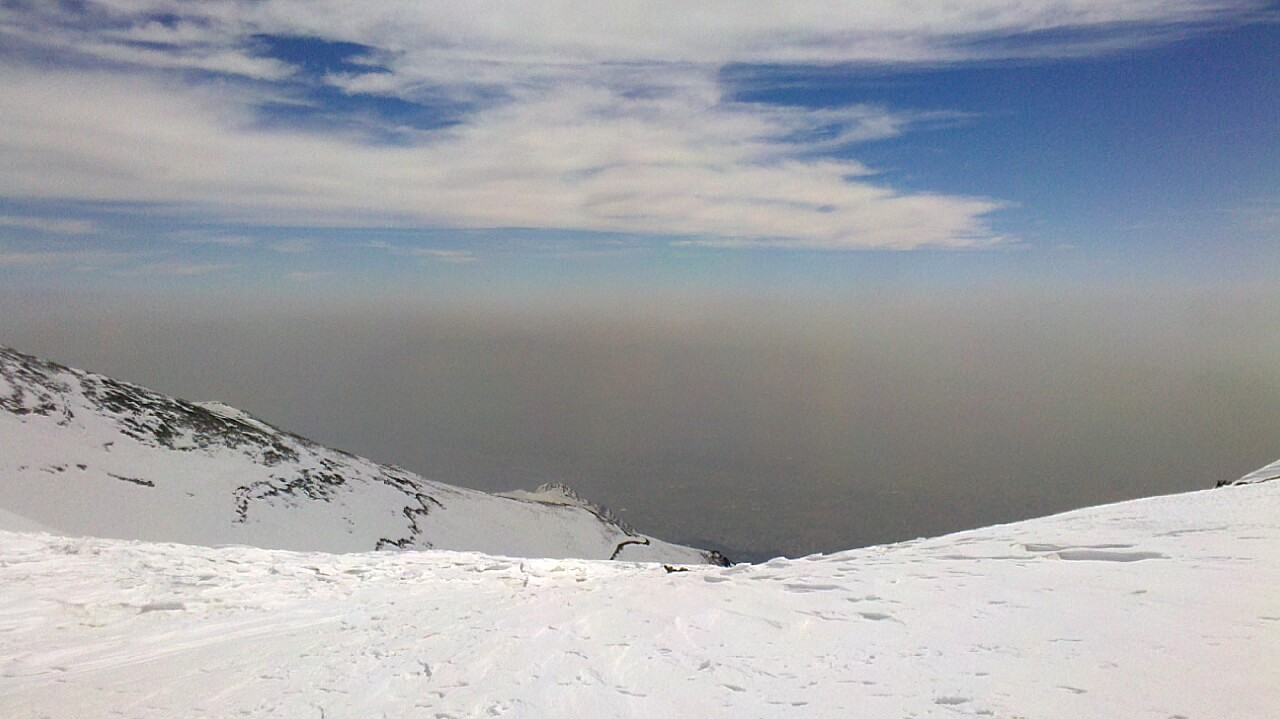
Спорткомплекс Точал

Переваги: друге у світі місце з видобутку нафти серед країн ОПЕК; з 2000 року на світовому ринку ростуть ціни на нафту. Потенціал для пов'язаних з цим промислових секторів і для збільшення виробництва традиційних експортних товарів — килимів, фісташок та ікри.
Слабкі сторони: Санкції накладені на Іран з 1979 року, обмежують контакти з Іраном і доступ до технологій. Високе безробіття (12 %) та інфляція (в 2004 році — 11,3 %; у 2008 році — 28,2 %).
У 2009 році інфляція різко впала і на жовтень місяць склала 16,7 %. Інфляція в країні є однією з її найбільших економічних проблем, в якій звинувачують, в тому числі президента Махмуда Ахмадінежада, який вкладає величезні гроші в розвиток місцевої економіки, шляхом надання позик під низькі відсотки.
Іран є найбільшою економікою Середнього Сходу, поступаючись в Азії за обсягом ВВП лише Китаю, Японії, Індії, Туреччині, Індонезії і Південній Кореї.
Іран — індустріальна країна з розвиненою нафтовою промисловістю. Є нафтопереробні, нафтохімічні підприємства. Видобуток нафти, вугілля, газу, мідних, залізних, марганцевих і свинцево-цинкових руд. Широко представлене машинобудування і металообробка, а також харчова і текстильна промисловість. Розвинене кустарне виробництво килимів, металовиробів. Серед найважливіших сільськогосподарських культур: пшениця, ячмінь, рис, бобові, бавовник, цукрові буряки, цукрова тростина, тютюн, чай, горіхи, фісташки. Тваринництво базується на розведенні овець, кіз, верблюдів, великої рогатої худоби. Зрошується 7,5 млн га земель.
Майже 40 % підприємств обробних галузей зосереджені в Тегерані. Важливими промисловими центрами є також Ісфахан (текстильна промисловість і чорна металургія), Тебриз (машинобудування, в тому числі важке), Казвін і Саве (різні галузі легкої індустрії), Решт (електротехнічна і електронна промисловість), Ерак (виплавка алюмінію і машинобудування), Ахваз (машинобудування і металообробка), Шираз (нафтохімічна і електронна промисловість), Абадан і Бендер-Хомейні (нафтохімія і нафтопереробка).
У середині 1990-х років сільське господарство давало приблизно 29—30 % ВВП. Важливе місце в економіці Ірану займають традиційні кустарні промисли і ремесла, зокрема килимарство. Експорт килимів істотно скоротився через припинення їх збуту в США і конкуренції виробників інших країн.
Іран є ключовим членом Організації економічного співробітництва, до якої входять країни південно-західної Азії, а також центральноазійські республіки колишнього СРСР. Іран активно розвиває економічні зв'язки з країнами регіону і ставить за мету формування зони вільної торгівлі за типом ЄС. Розвиваються вільні торгово-промислові зони в Чабахар і на острові Кіш.

### Енергетика
Іран володіє 16 % світових запасів природного газу. Основні родовища розташовані на шельфі Перської затоки і на північному сході країни.
2005 року Іран поставляв щорічно 7 млрд м³ газу до Туреччини. Ведеться будівництво газопроводу від родовища Південний Парс до заводу зі зрідження природного газу на острові Кіш у Перській затоці. Обговорюється будівництво газопроводу «Іран — Пакистан — Індія». У 2005 році був відкритий газопровід «Іран — Вірменія».
| Структура експорту Ірану в 2010 році | Структура експорту Ірану в 2010 році | Структура експорту Ірану в 2010 році | Структура експорту Ірану в 2010 році | Структура експорту Ірану в 2010 році |
| ------------------------------------ | ------------------------------------ | ------------------------------------ | ------------------------------------ | ------------------------------------ |
|                                      |                                      |                                      |                                      |                                      |
| Нафта, газ                           | Нафта, газ                           |                                      | $66.21 млрд.                         | $66.21 млрд.                         |
| Інше                                 | Інше                                 |                                      | $21.32 млрд.                         | $21.32 млрд.                         |

Для розширення експорту газу може бути зроблена спроба відновити мережу газопроводів IGAT, у тому числі IGAT-1 потужністю 9,6 млрд м³ на рік, побудований у 1970 році для здійснення поставок газу до Вірменії і Азербайджану, і IGAT-2 потужністю 27 млрд м³ на рік, будівництво якого не було завершено у зв'язку з Ісламською революцією в 1979 році. Обидва газопроводи потребують реконструкції. Їх розконсервація може дозволити Ірану постачати газ через Україну в ЄС. Як альтернатива розглядається розширення діючого газопроводу з Ірану до Туреччини і далі до Греції.
У 2005 році в Ірані налічувалося 132 млрд барелів доведених запасів нафти (близько 10 % від світових запасів). Іран добуває 4,2 млн барелів на добу, з них експортує близько 2,7 млн барелів. Іран був четвертим експортером нафти у світі (другим в ОПЕК), а також найбільшим постачальником нафти до Китаю.
Згідно з іранською конституцією, забороняється продаж іноземним компаніям акцій національних нафтовидобувних підприємств або надання їм концесій на видобуток нафти. Розробку нафтових родовищ веде державна Іранська національна нафтова компанія (ІННК). З кінця 1990-х, однак, у нафтову галузь прийшли іноземні інвестори (французькі Total і Elf Aquitaine, малайзійська Petronas, італійська Eni, Китайська національна нафтова компанія, а також білоруський «Белнефтехим»), які за компенсаційними контрактами отримують частину видобутої нафти, а після закінчення терміну контракту передають родовища під контроль ІННК.
Незважаючи на свої колосальні запаси вуглеводнів Іран відчуває дефіцит електроенергії. Імпорт електрики на 500 млн кіловат-годин перевищує експорт. Розроблена в зв'язку з цим національна програма має на меті досягнення рівня в 53 тисячі мегават встановлених потужностей. Програма передбачає розвиток гідроелектроенергетики та ядерної енергетики. Перша іранська атомна електростанція побудована в Бушері за сприяння Росії.
Наприкінці грудня 2024 року, за даними The New York Times, в Ірані розпочалася енергетична криза. 17 іранських електростанцій були повністю зупинені, решта — працює частково, як наслідок, промислові підприємства були знеструмлені та майже зупинили своє виробництво. Згідно повідомлення Голови координаційної ради промисловості Ірану, ситуація в енергетиці — катастрофічна і не схожа ні на що, з чим коли-небудь стикалися в країні. За його оцінками, лише за минулий тиждень в Ірані може скоротитися виробництво щонайменше на 30-50 %, а збитки можуть досягти десятків мільярдів доларів.

### Туризм
Туристична індустрія Ірану серйозно постраждала в результаті ірано-іракської війни, проте в наш час[коли?] відроджується. У 2003 році було видано 300 тисяч туристичних віз, більшість — паломникам з сусідніх ісламських держав, що прямують до Мешхеда і Кума. У 2004 році Іран відвідали вже 1,7 млн іноземних туристів. Якщо для мусульман основний інтерес становлять священні місця, то європейців цікавлять головним чином археологічні розкопки і стародавні пам'ятники. У 2004 році доходи туріндустрії перевищили 2 мільярди доларів. У 2014 році 5 млн туристів принесли 7,5 млрд доларів до скарбниці країни.
Розвитку туризму сильно перешкоджає недосконалість інфраструктури.
За доходами бюджету від туризму Іран розташовується на 68 місці. 1,8 % населення зайнято в туристичному бізнесі. За прогнозами цей сектор економіки є одним з найперспективніших у країні; у найближчі роки очікується його приріст на 10 %.

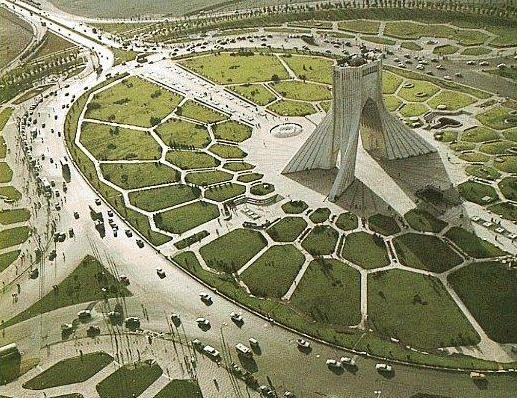
Площа Азаді з баштою в Тегерані
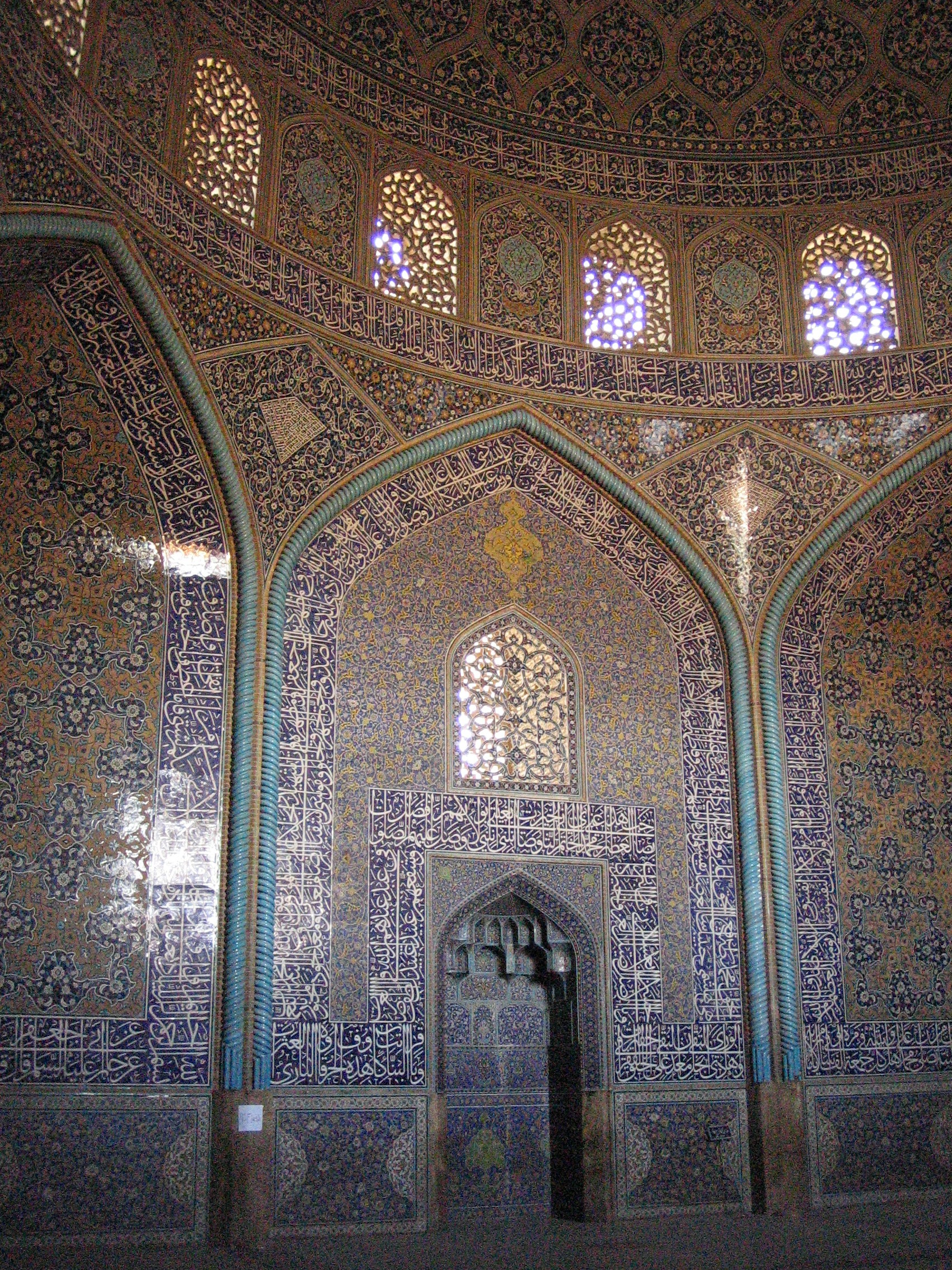
Інтер'єр мечеті Шейха Лютфалли
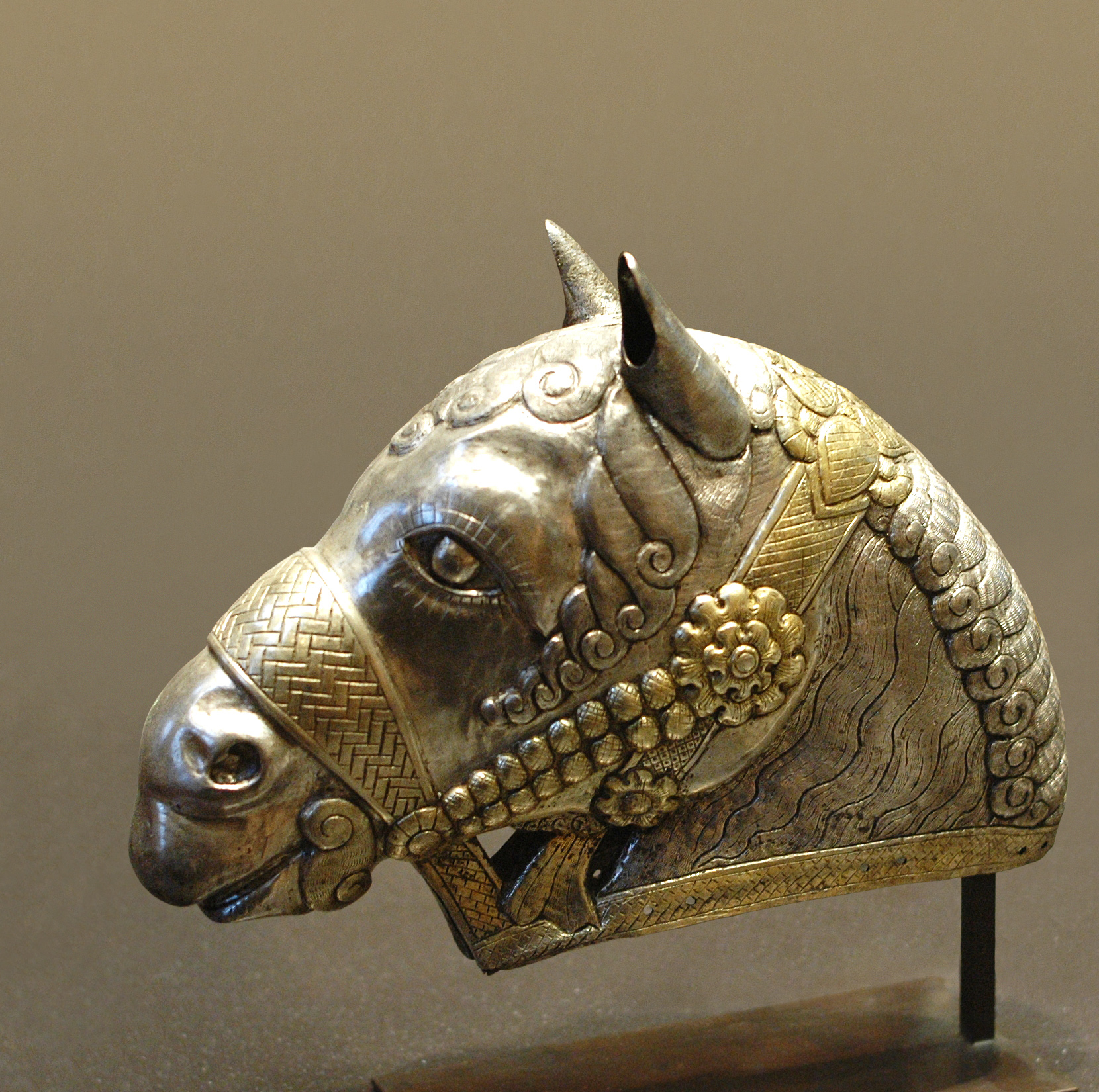
Голова коня, Сасаніди, Керман
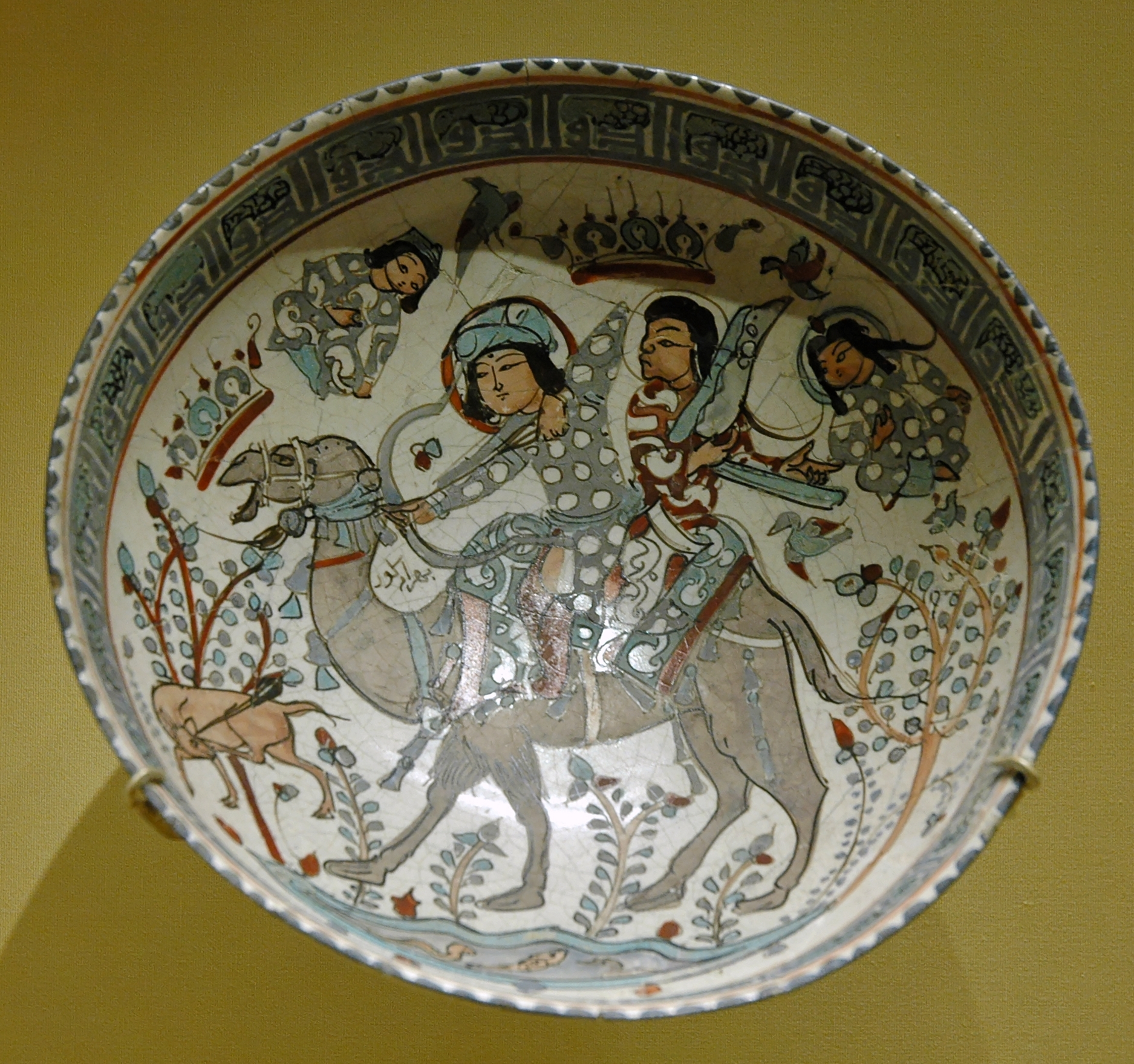
Бахрам V, 12-13 століття
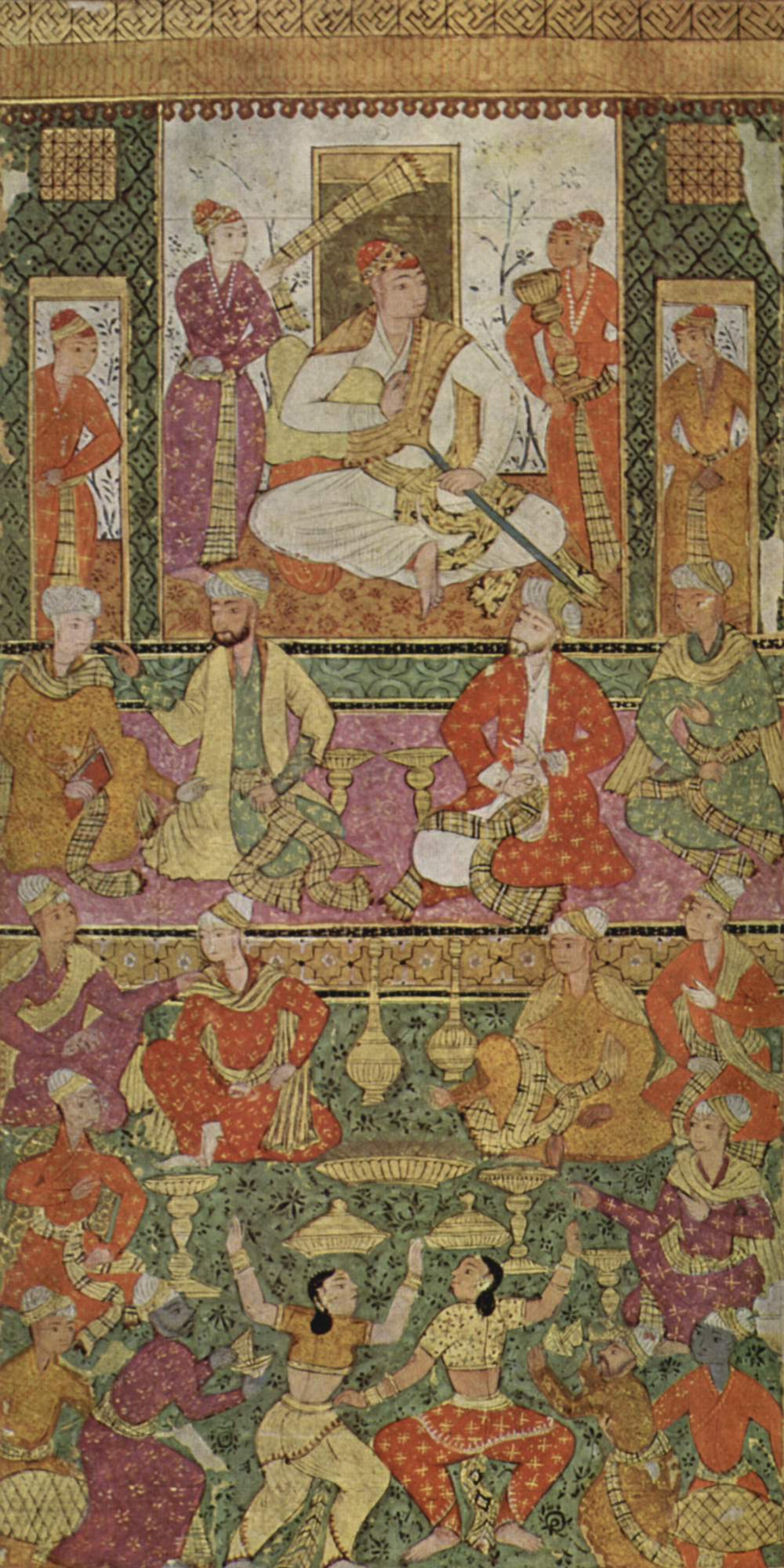
Диван Хафіса
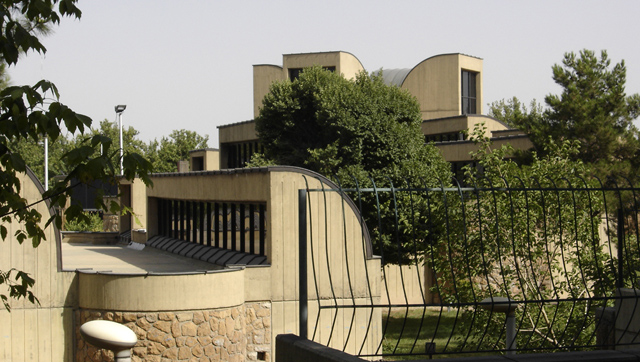
Тегеранський музей сучасного мистецтва
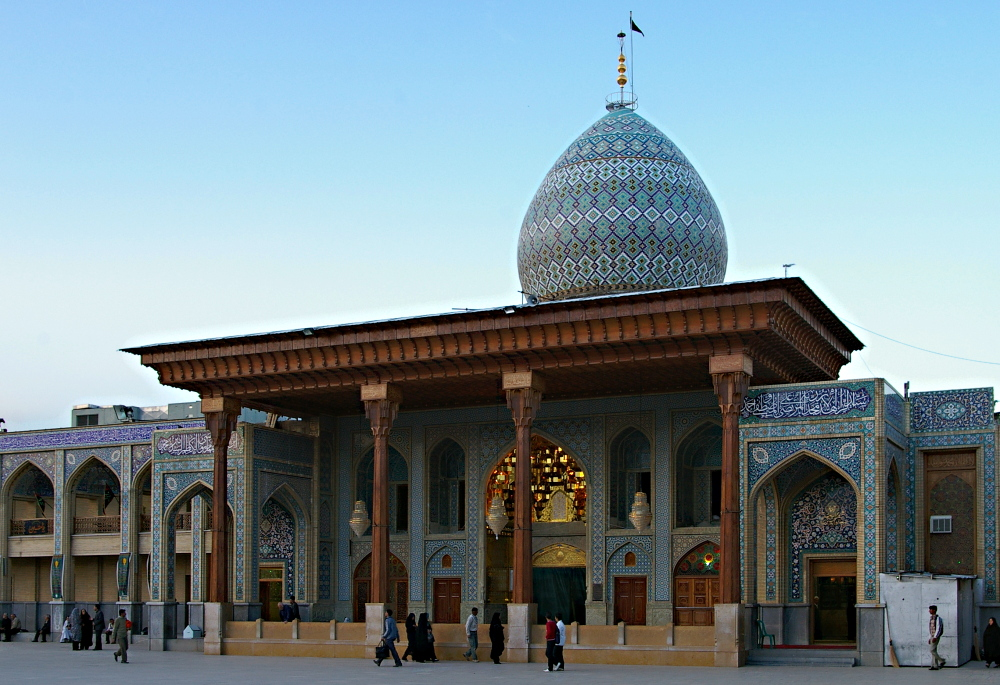
Шираз

### Транспорт

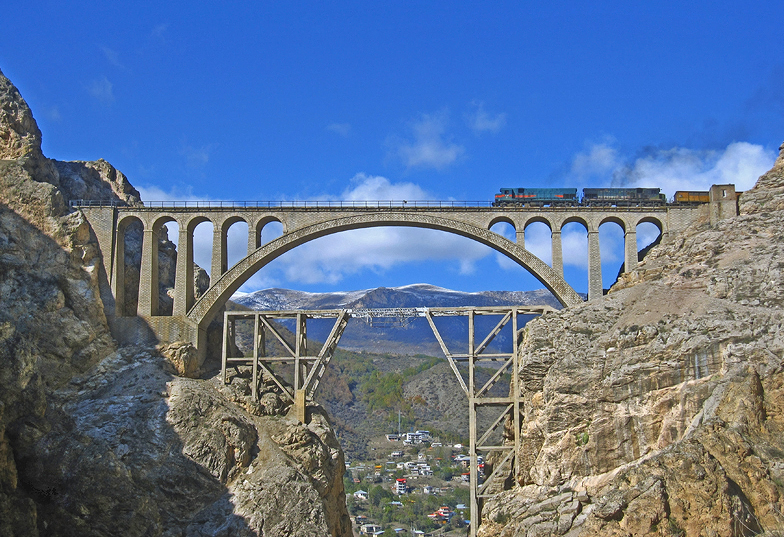
Міст у Мазандарані

В Ірані діє правосторонній рух (кермо ліворуч).
Іран має розвинену транспортну інфраструктуру. Загальна протяжність автомобільних доріг становить 178 000 км, з них 2/3 — з твердим покриттям. На 1 000 осіб припадає 30 особистих автомобілів.
Протяжність залізниць — 8 400 км (2005). Залізничне сполучення є з Пакистаном, Туреччиною, Туркменістаном та Нахічеванською АР Азербайджану (не має сполучення з рештою держави). Ведеться будівництво гілки Хорремшехр — Басра (Ірак). Планується будівництво залізниць до Вірменії та до Азербайджану. Ширина колії — 1435 мм.
Найбільший порт — Бендер-Аббас на березі Перської затоки, на березі Каспійського моря — Бандар-Анзалі.
В Ірані діє 321 аеропорт, 129 мають злітно-посадкові смуги з твердим покриттям.
У шести найбільших містах ведеться будівництво метро.
Протяжність трубопроводів — 34 000 км, з них 17 000 — газопроводи, 16 000 — нафтопроводи, 1 000 — для перегонки скрапленого газу і газоконденсату.

## Населення

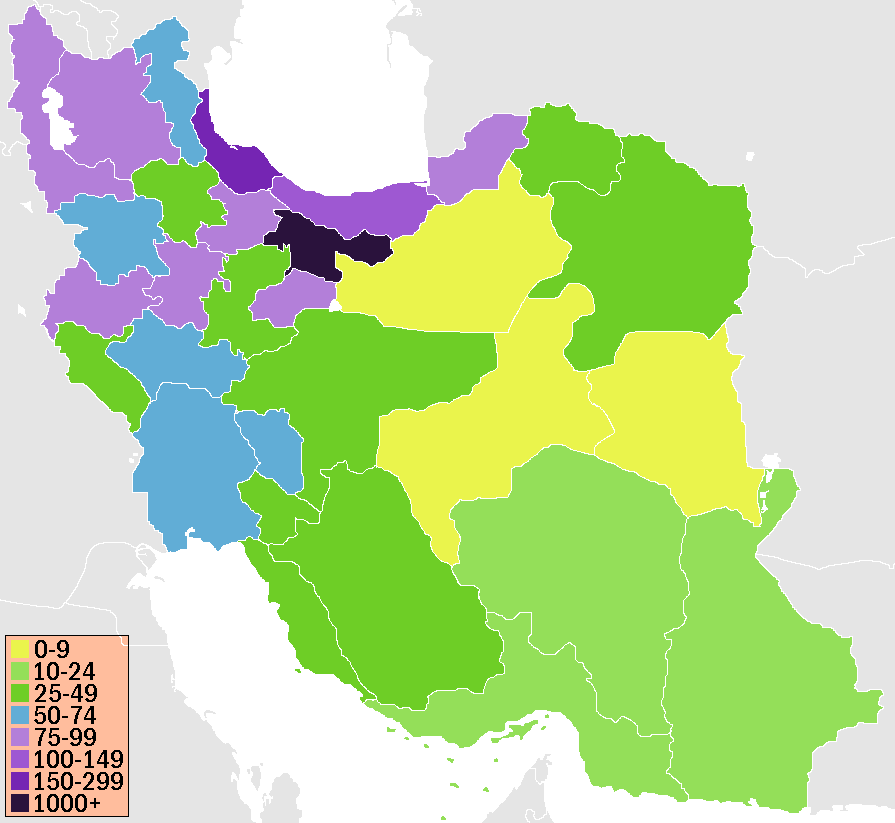
Густота населення

Етноси та релігії

Після Ісламської революції країна переживала демографічний вибух. З 1979 року населення подвоїлося і в 2006 році досягло 70,5 млн осіб. Однак в 1990-х народжуваність помітно знизилася. Понад 61 % населення не досягли 30 років (травень 2009). Рівень грамотності становить 84 %, урбанізація — 71 %. Сумарний коефіцієнт народжуваності — 1,87 (для відтворення поколінь необхідно 2,15).
Число іранців за кордоном перевищує 4 мільйони людей. Більшість з них емігрували в Австралію, Північну Америку і Європу після Ісламської революції 1979 року. Крім того, станом на 1996 рік у самому Ірані проживало більше мільйона біженців — в основному з Афганістану і Вазиристану.
Конституція Ірану гарантує кожному громадянинові, незалежно від національності та віросповідання соціальний захист: пенсія, допомога по безробіттю, інвалідності, медичну страховку. Освіта і медичні послуги — безкоштовні. Середньорічний дохід на душу населення — 2700 доларів США (2006). Близько 18 % населення проживають за межею бідності.
Іран — багатонаціональна держава. Перси складають більшість населення країни. Понад 70 % населення належать до іранських народів — представників іранської групи. У країні проживають, за різними даними від 25 тис. до 65 тис. таджиків. Більшість населення крім офіційної мови (перської) володіє ще хоча б однією з іранських мов. Перси становлять 50 % населення, азербайджанці і близькі їм тюркомовні народності — 25 %, курди — 7 %, араби — 3 %; талиші, гілянці, мазендаранці, лури і бахтіяри — 10 %, белуджі та туркмени — по 2 %. Крім того, присутні національні меншини (1 %) вірмен, черкесів, ассирійців та грузинів.

### Релігія
Більшість іранців — мусульмани. 89 % населення — мусульмани-шиїти (державна релігія). Одночасно з Іраком, Азербайджаном і Бахрейном, Іран є однією з держав, де шиїти складають більше половини населення. В Ірані розташовані два священні міста шиїтів: Мешхед (мавзолей Імама Рези) і Кум. Кум є найважливішим релігійним центром шиїзму з безліччю шиїтських семінарій та університетів.
Серед шиїтів діє низка релігійних течій:
- Імамія — державне віросповідання, якого дотримується понад 85 % усіх шиїтів Ірану. Імаміти є практично у всіх провінціях країни де є перське і азербайджанське населення. Частково прибічниками імамії є араби та деякі малі народи Ірану. В імамії виділяється два релігійно-правові вчення. Понад 80 % імамітів є послідовниками вчення усулійун. Вони визнають не лише Коран та хадиси, але й канонічні рішення муджтахідів. послідовники вчення ахбарійун (15—20 % імамітів) визнають лише Коран та хадиси. Серед імамітів мають вплив суфійські братства — німаталлахія, гайдарія, кубравія, накшбандія.
- Шейхіти (трохи більше 3 % шиїтів) живуть переважно в північно-західній частині Ірану.
- Невеликі групи езелітів можна зустріти в Тегерані, Кермані, Ширазі, особливо в місті Немризі.
- Ноктавіти (1—1,25 % шиїтів) живуть у прикаспійських районах — Ґіляні та Мазендерані. Це переважно ґілянці, частково мазендеранці та перси.
- Ісмаїліти становлять 1,5—1,9 % шиїтів. У місті Верамін знаходиться їх кафедральна мечеть. Тут, за переказами ісмаїлітів, народився перший Ага-хан.
- Алі-ілахи — переважно курди, лури, частково перси та араби. Головні місця їх концентрації — Сердешт-Бане та райони на південь від Курдистану.

Мусульмани-суніти складають близько 9 % населення. Вони живуть переважно в західних, південно-західних, північно-східних, та південно-східних районах Ірану. В етнічному відношенні це переважна більшість курдів, арабів, а також туркмени, белуджі, брагуї та невеликі групи азербайджанців і персів; з іноземців — частина пакистанців, афганці. Серед сунітів найпоширеніші два мазхаби — шафіїтський (60 %) та ханіфітський (40 %).
До інших 2 % належать багаї, мандеї, індуси, єзиди, зороастрійці, юдеї і християни. Три останні визнані офіційно і захищені конституцією. Для представників цих релігій зарезервовані місця в Меджлісі, тоді як навіть суніти не мають подібного привілею. У той же час, багаї (найбільше релігійна меншина) зазнають переслідувань. Державний лад Ірану, заснований на релігії, передбачає обмеження деяких прав і свобод.
За підсумками дослідження міжнародної благодійної християнської організації «Open Doors» за 2010 рік, Іран займає 2 місце у списку країн, де найчастіше утискають права християн.
Християнства в Ірані дотримуються національні меншини та іноземні громадяни, які живуть переважно у містах. Православні грузини проживають у селах останів Ґілян, Мазендеран та Ісфаган.
Іранські євреї — залишки першої діаспори. Після 1979 року їхня чисельність не зростає і має тенденцію до скорочення через еміграцію. Євреї — міські жителі — представники інтелігенції, буржуазії, торговці. У Ширазі діє Рабіністична Школа. У релігійному відношенні 85 % юдеїв — ортодокси, решта — караїми.
Зороастризм сповідують перси та парси (реемігранти з Мумбаю). Мешкають у містах Йезда, Керман, Тегеран, Ісфаган.
Бахаїзм поширений в Іранському Азербайджані, Хорасані, Ширазі, Фарсі. Його сповідують азербайджанці, мазендеранці, ґілянці, перси. Чисельність бахаїтів становить 300 тис., але з 1983 року всі їх інституції заборонені.

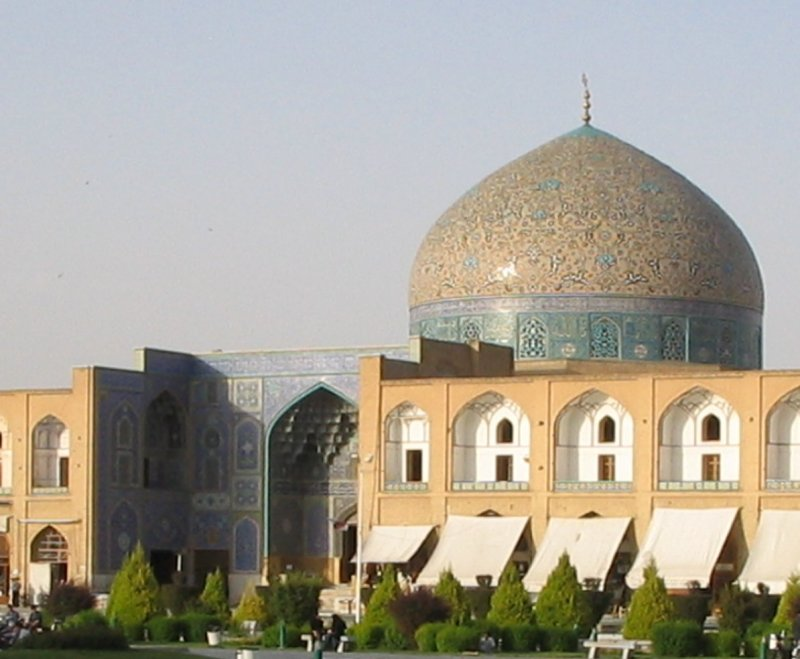
Мечеть, Ісфахан
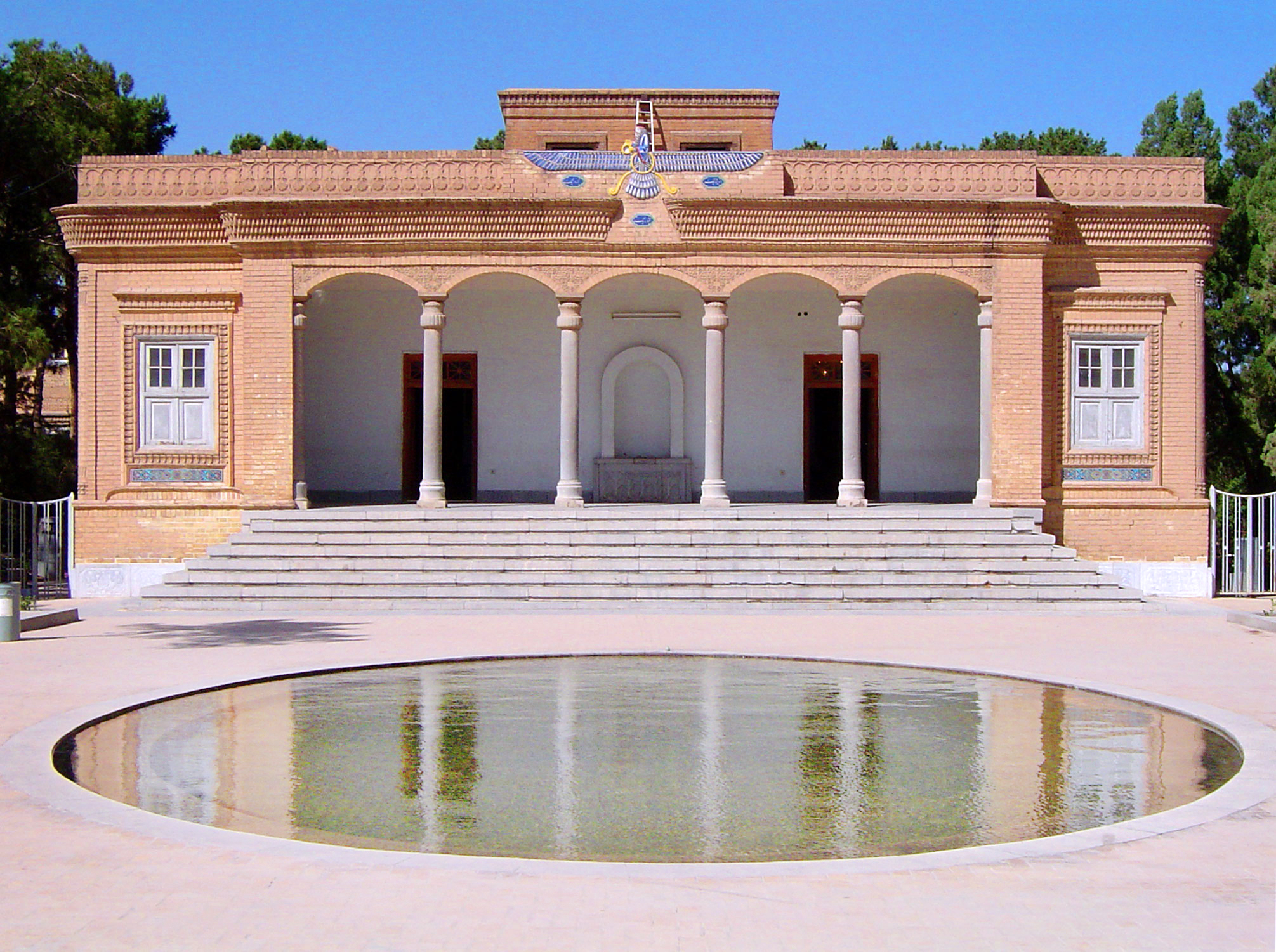
Зороастрійський храм вогню, Єзд
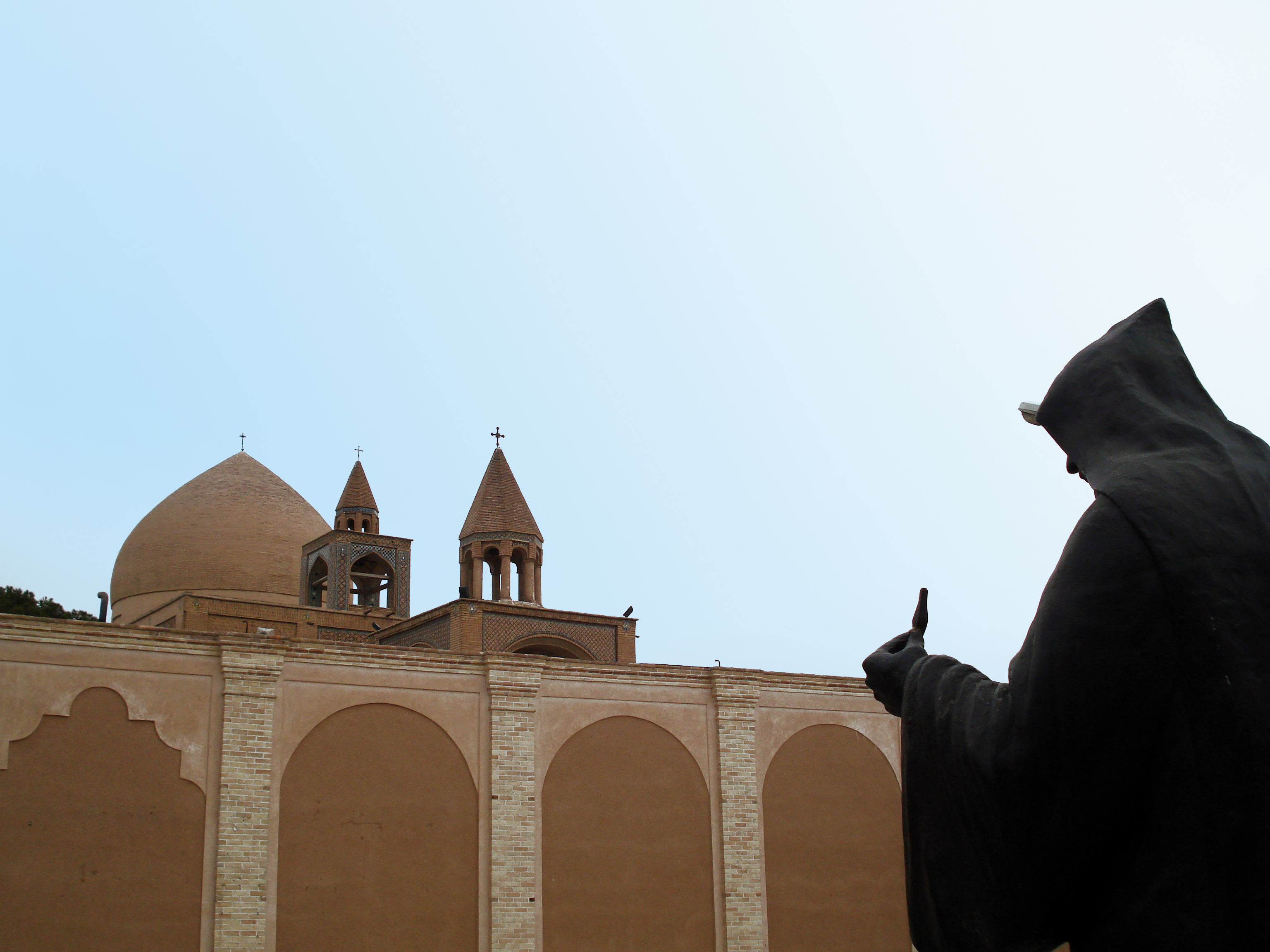
Вірменська апостольська церква, Ісфахан
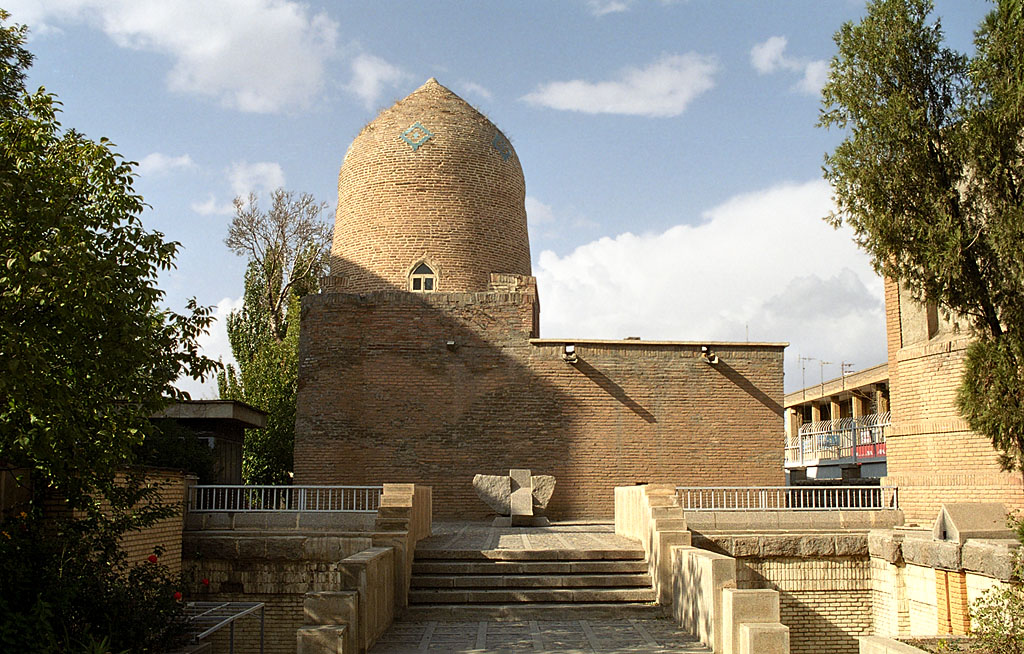
Єврейський мавзолей королеви, Хамадан

## Культура

### Газети і телерадіомовлення
- Дуже серйозна ситуація
- Складна ситуація
- Помітні проблеми
- Задовільна ситуація
- Гарна ситуація
- Не класифіковано / Немає даних

Газети:
- Кейхан
- Еттелаат

Телерадіомовлення:

Індекс свободи преси 2014

- Національне інформаційне агентство — «IRNA»
- Іранський телевізійний канал — «PressTV»
- Урядове радіо і телебачення — «Голос Ісламської Республіки Іран»

Інформагентства:
- Національне інформаційне агентство — «ISNA»
- Національне інформаційне агентство — «FARS»

### Іранська кухня
Іранська кухня — одна з найдавніших кухонь світу. Є самобутньою, але має певний вплив турецької, азербайджанської, курдської, арабської і, частково, грецької та російської кухонь. Базується на рисі, хлібі, свіжих овочах, зелені та фруктах.

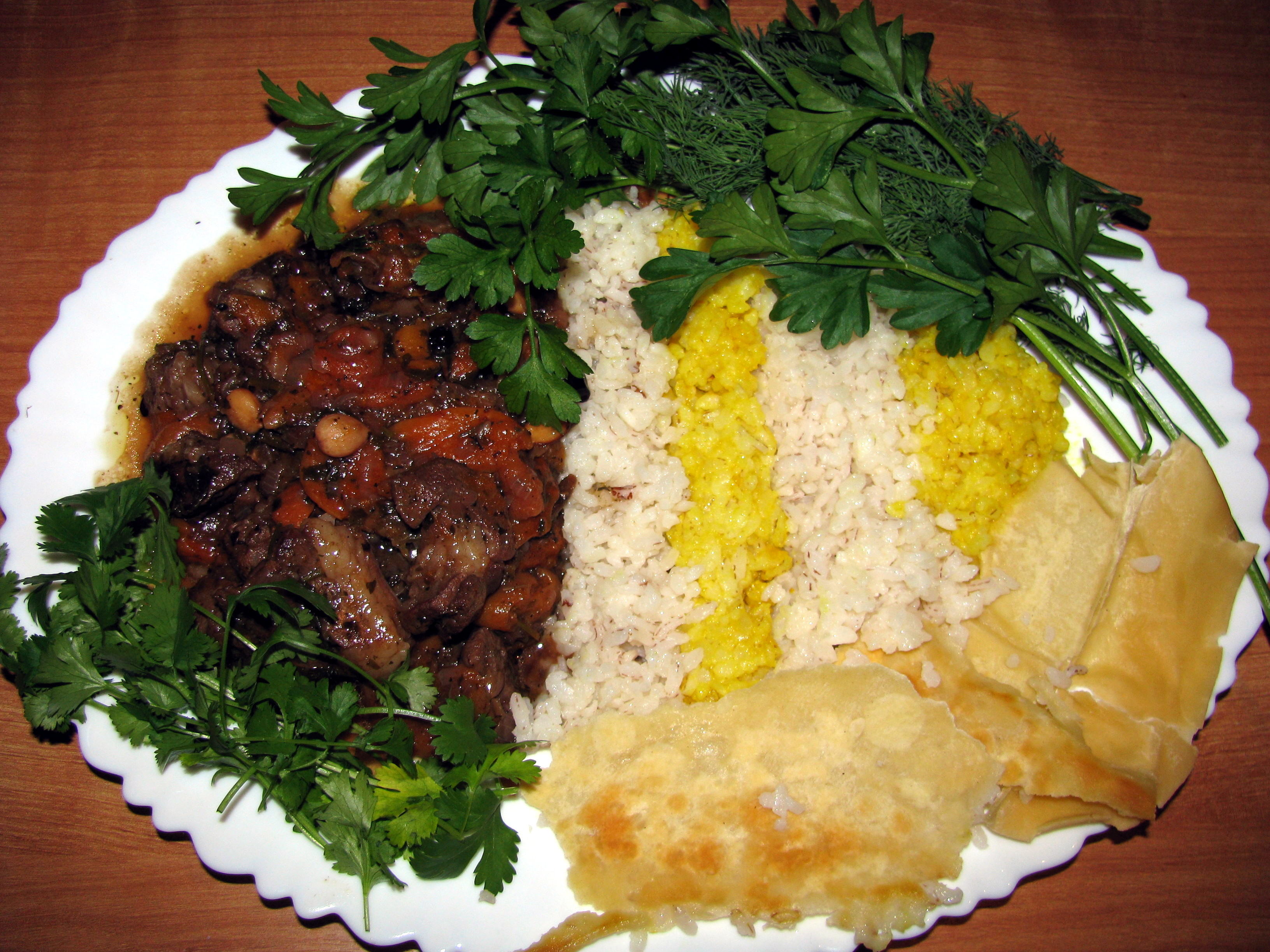
Плов в іранському варіанті
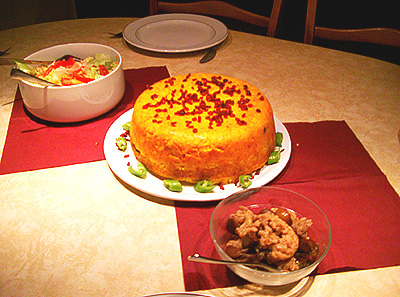
Тах-чин
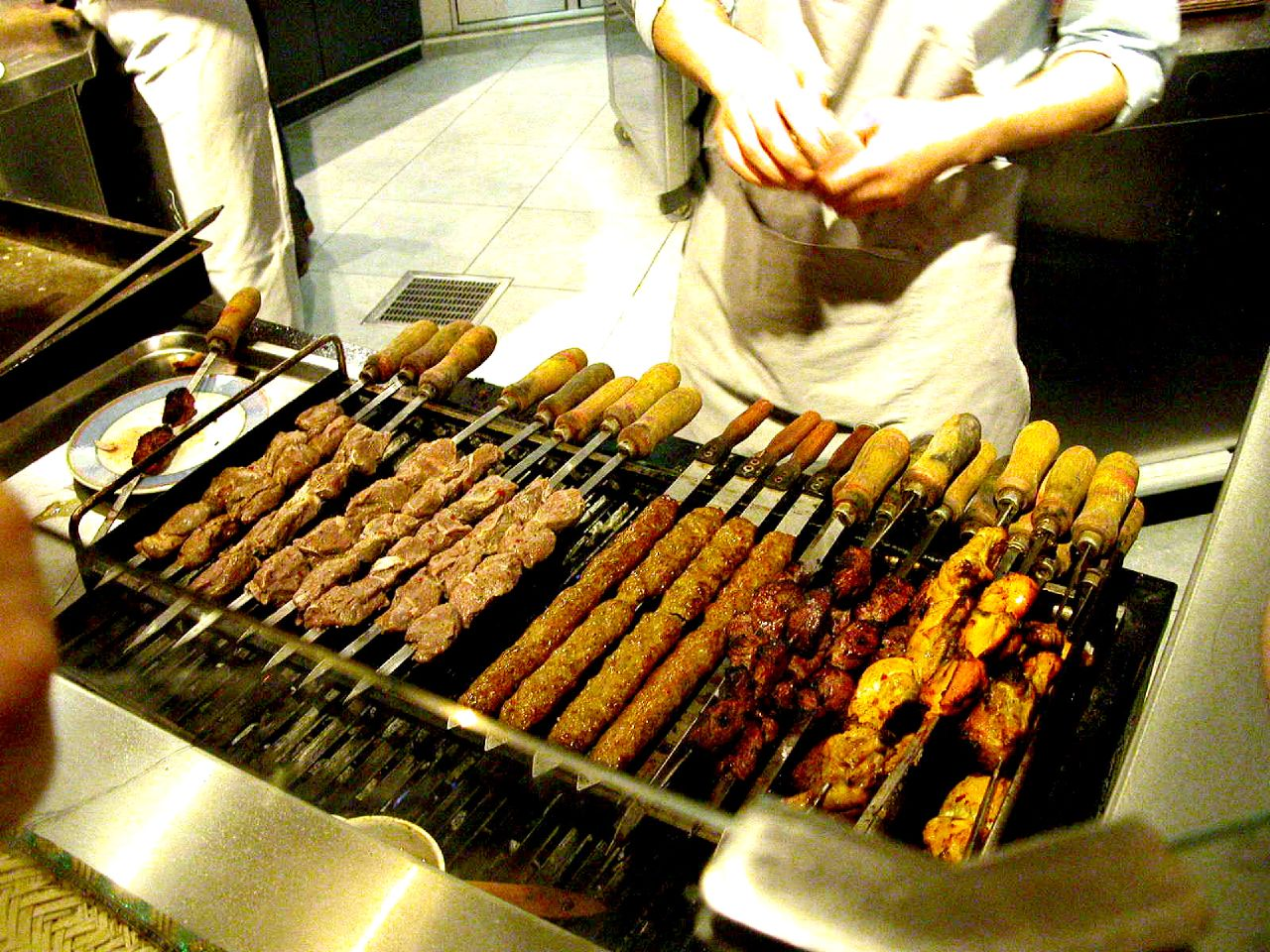
Приготування кебабів на мангалі
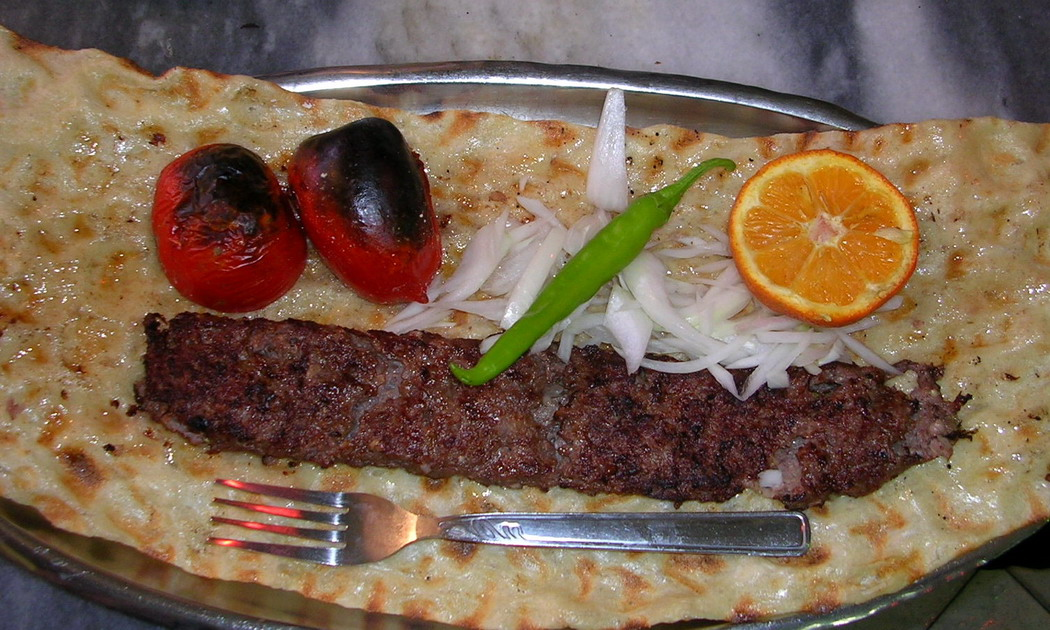
Кебаб
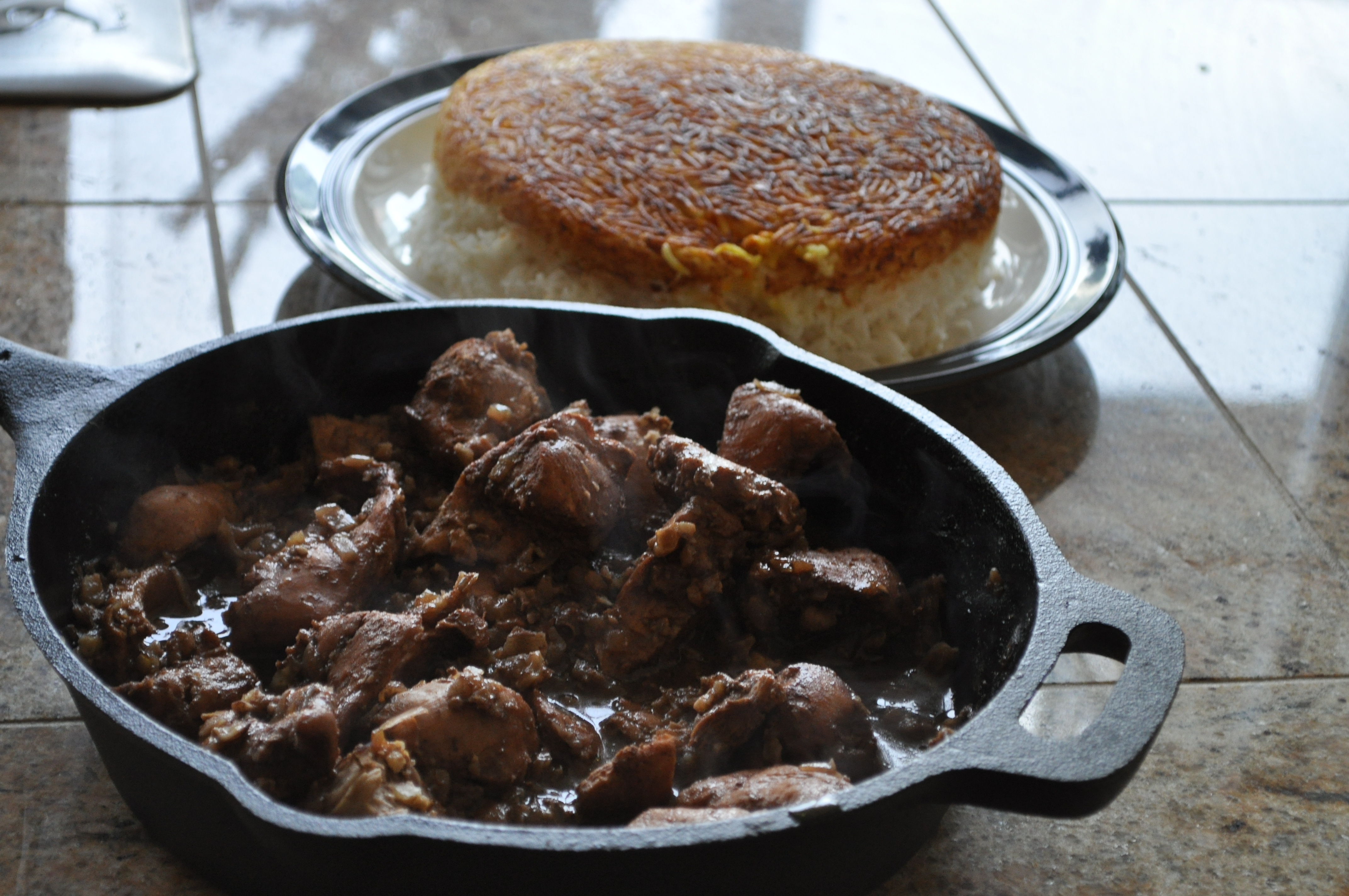
Фесенджан з рисом
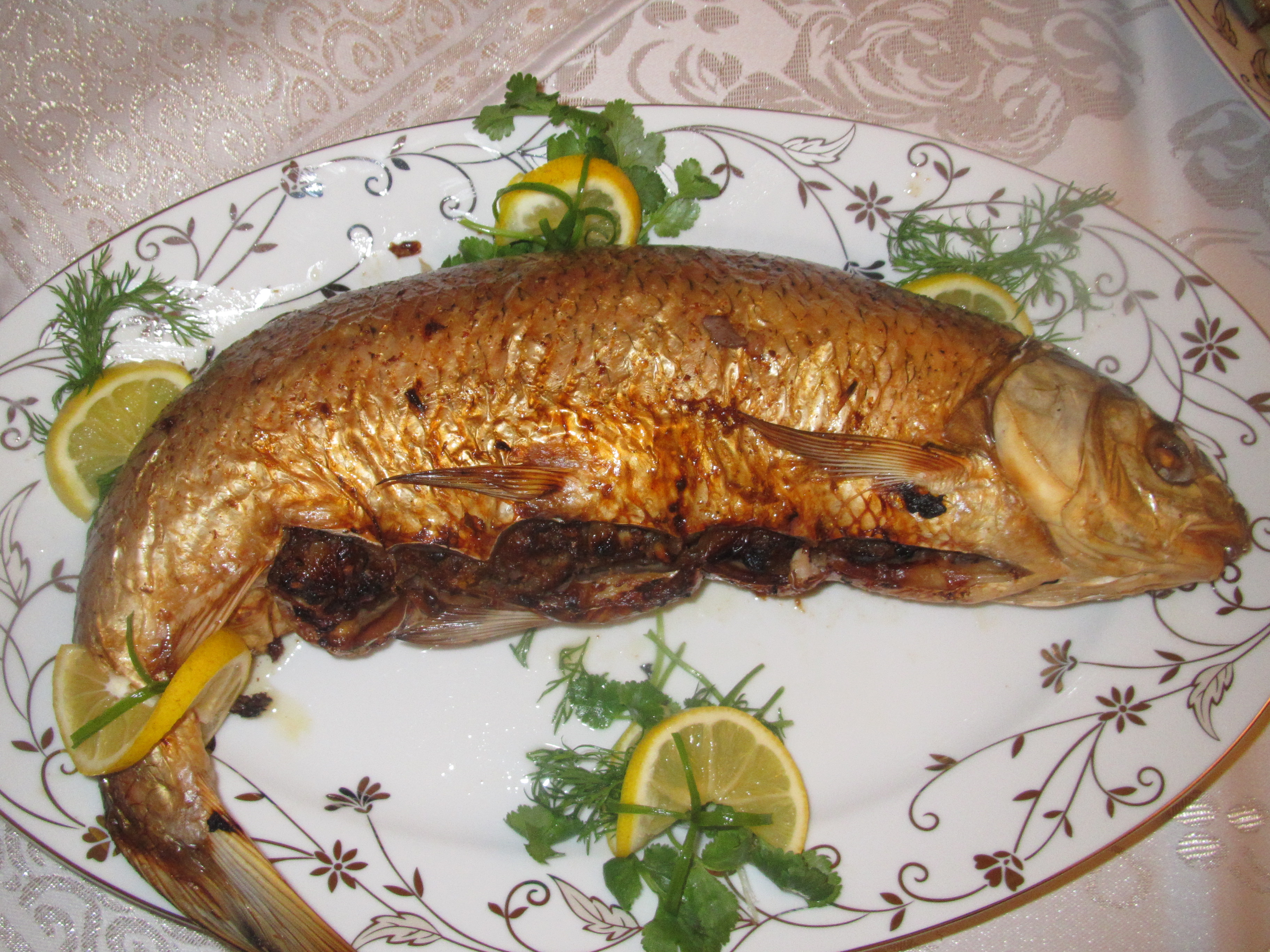
Лявянгі з риби
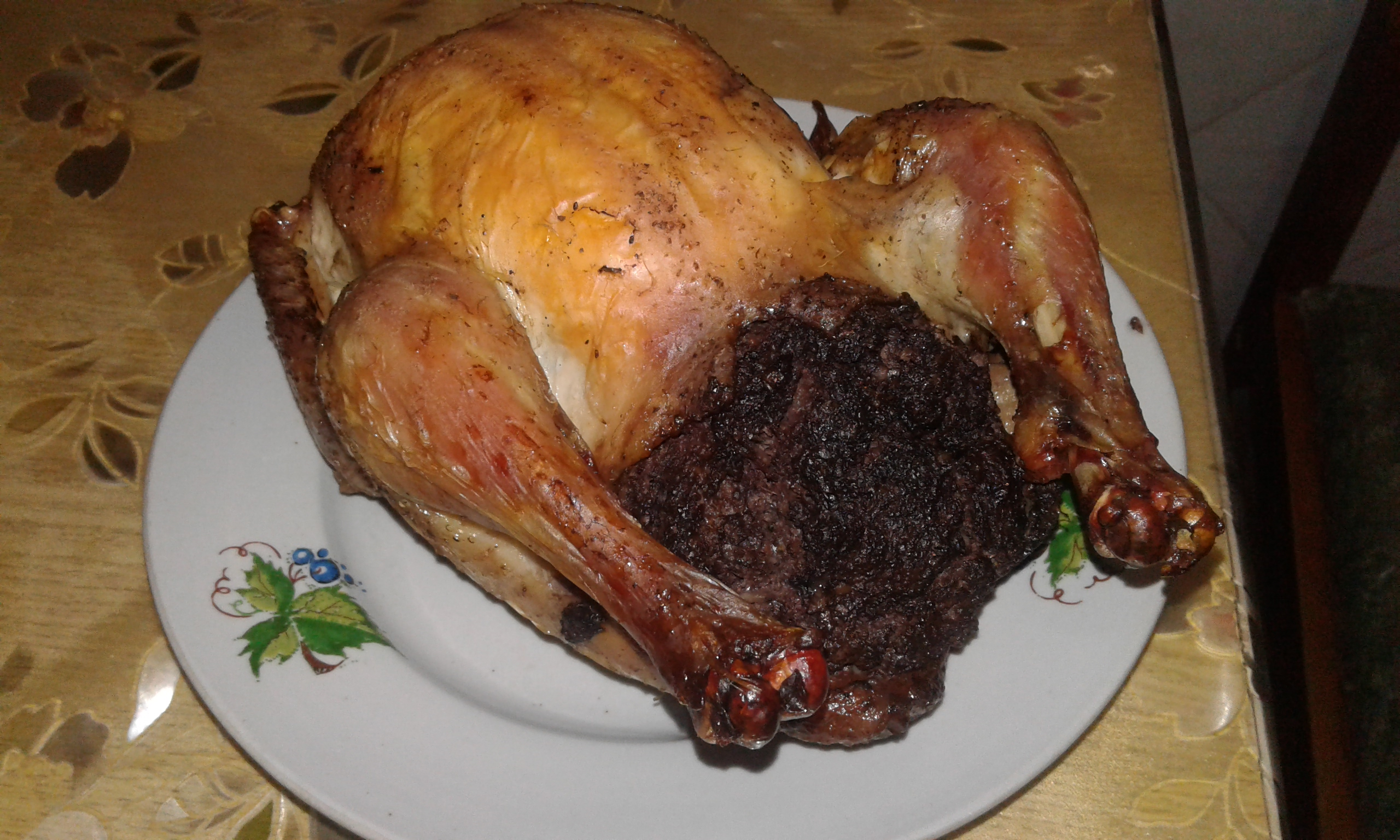
Лявянгі з курчати
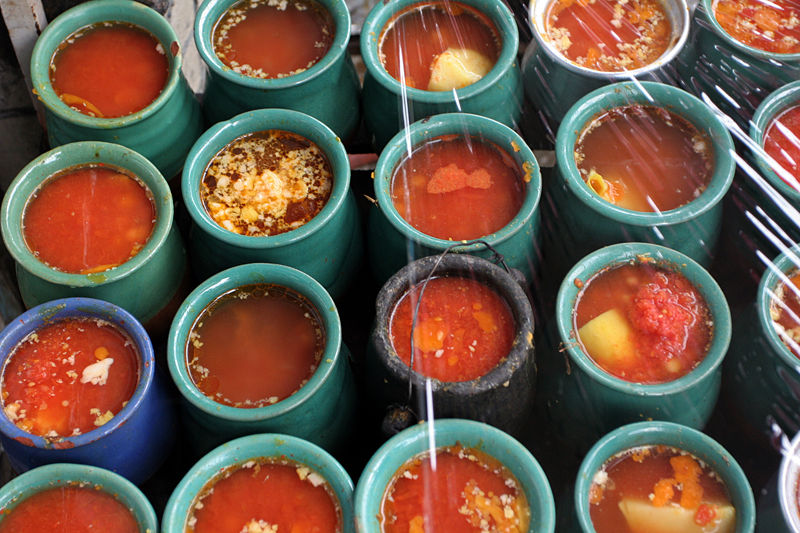
Абгушт
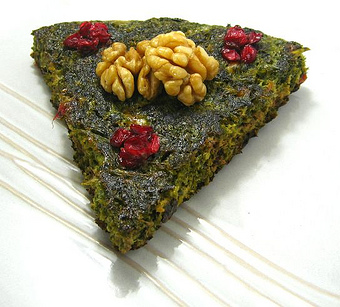
Кюкю
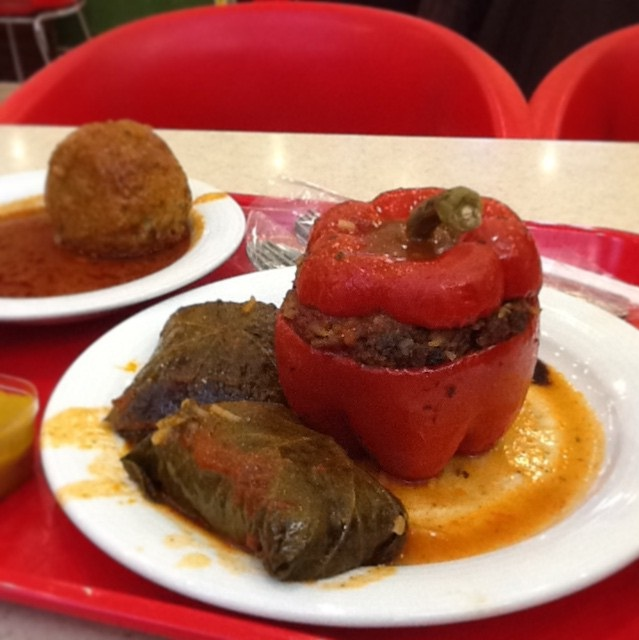
Долма
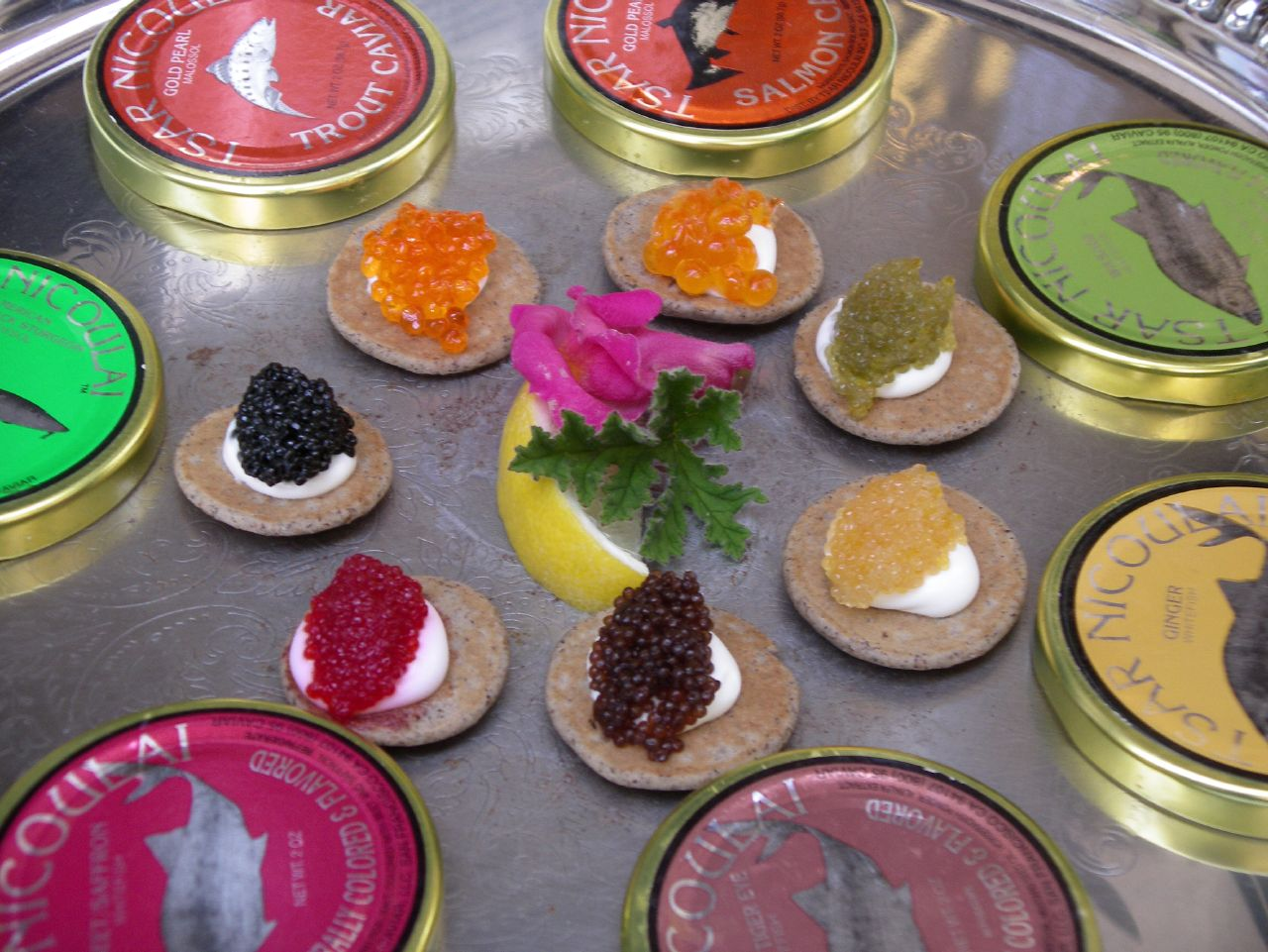
Іранська ікра
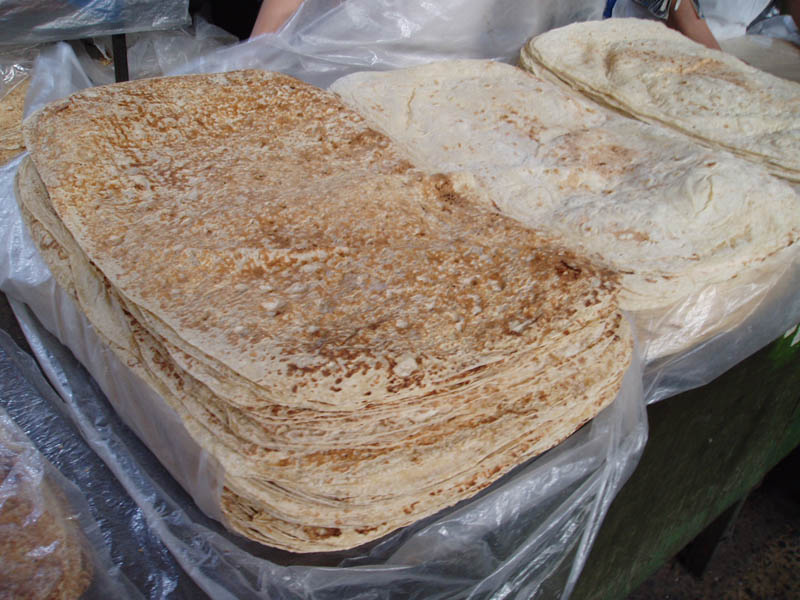
Різні варіанти лаваша
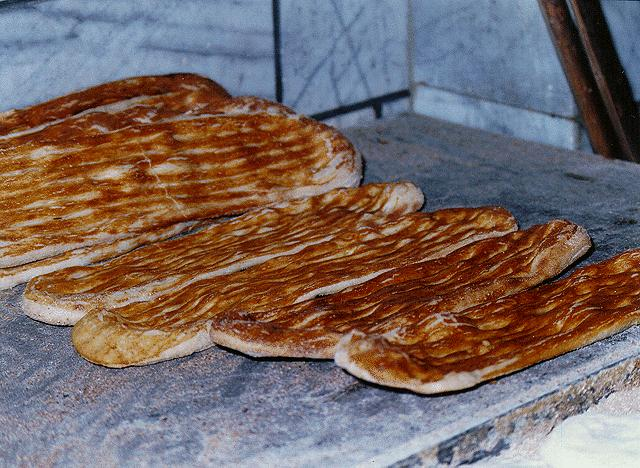
Барбарі
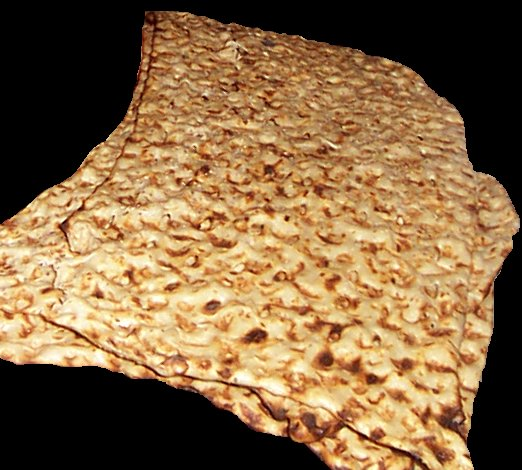
Сангак
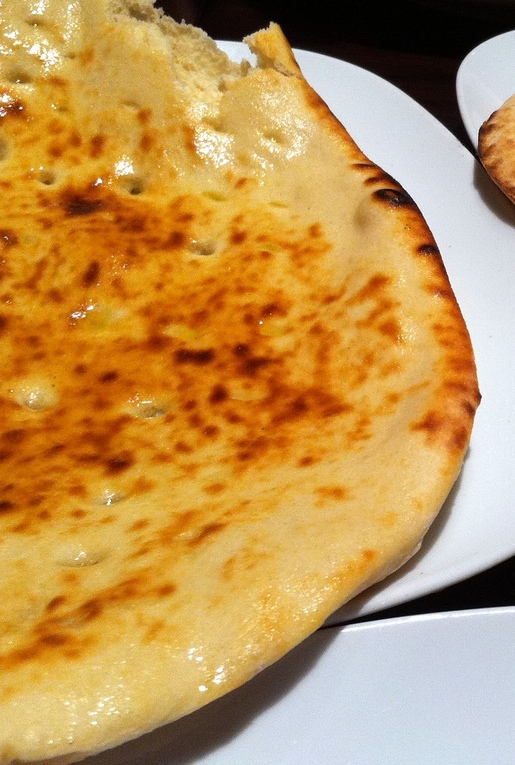
Тафтан

### Іранська музика
Рок-музика в Ірані зазнала впливу багатьох традиційних форм іранської музики та таких популярних рок-гуртів як Pink Floyd, The Doors, Dire Straits, AC/DC, Metallica та Pantera. Іранський рок вперше отримав розвиток у 1970-х (знаковим представником того періоду є Курош Ягмаеї), але протягом 1980-х не був популярним, знову зазвучав у 1990-х. Серед відомих груп, що грали важкий рок, виділяється Angband.